# Salzwedel
Die Hansestadt Salzwedel [ˈzaltsveːdəl] (plattdeutsch: Soltwedel) ist Kreisstadt des Altmarkkreises Salzwedel in Sachsen-Anhalt.

## Geographie
Die Mittelstadt Salzwedel liegt im nordwestlichen Teil der Altmark an der Einmündung der Salzwedeler Dumme in die Jeetze. Benachbarte regional bedeutsame Städte sind Uelzen (im Westen, 44 km), Lüchow (im Norden, 12 km), Gardelegen (im Süden, 41 km) und Arendsee (im Osten, 24 km).

## Stadtgliederung

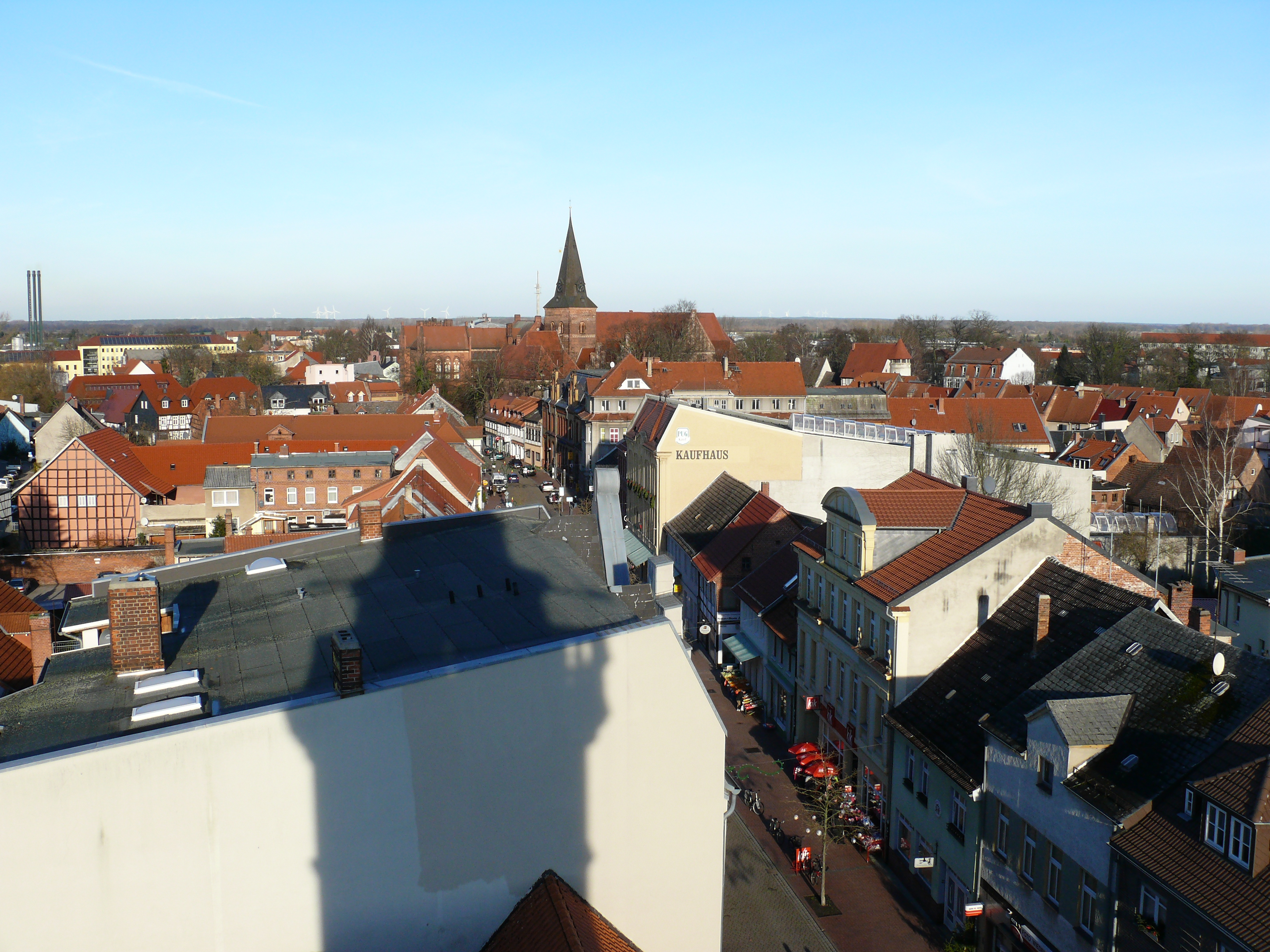
Blick auf den Nordteil der Stadt (in der Bildmitte die Katharinenkirche)

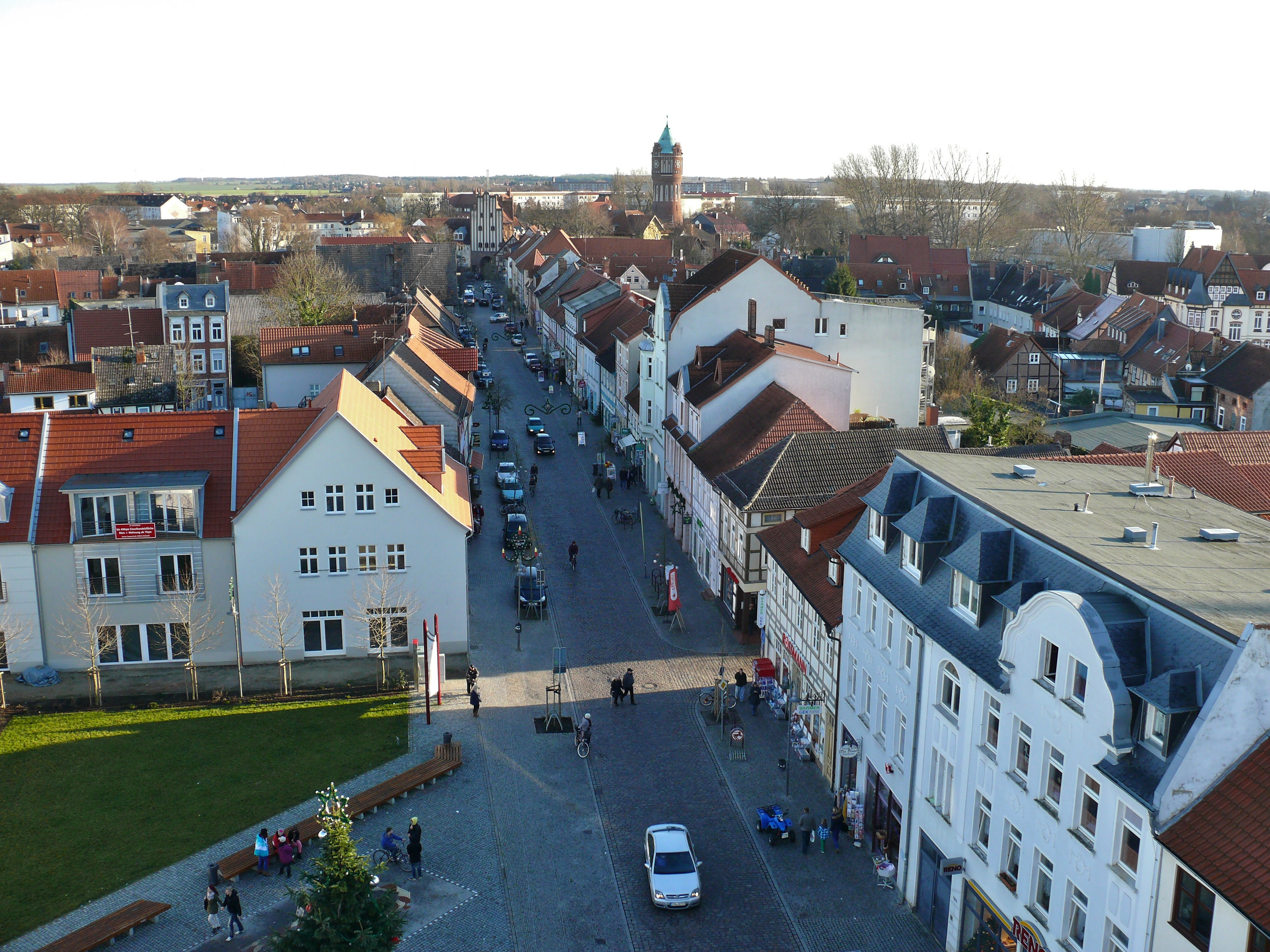
Blick auf den Ostteil der Stadt; in der Bildmitte ist das Neuperver Tor sowie rechts daneben der historische Wasserturm zu erkennen

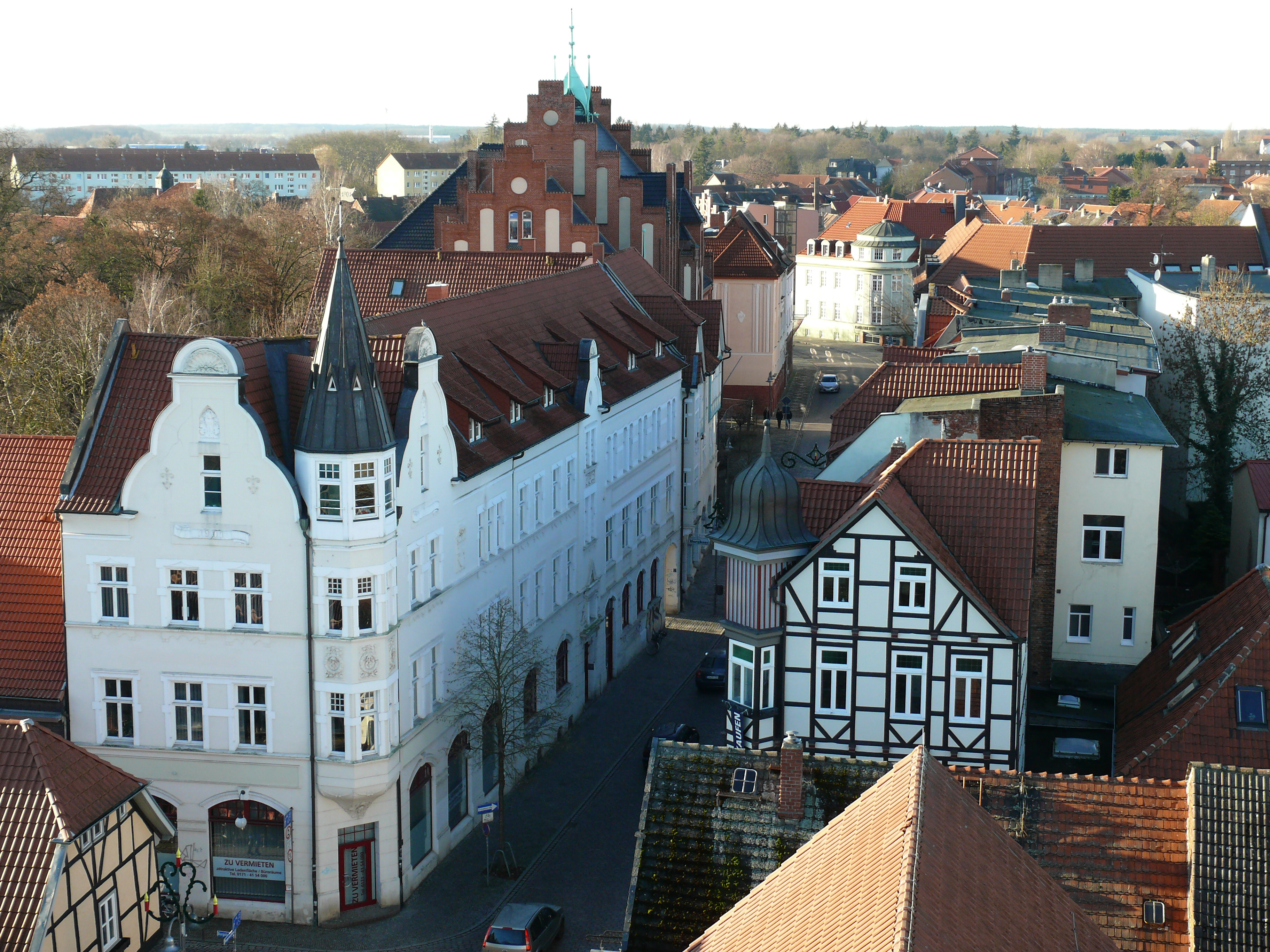
Blick auf den Westteil der Stadt; in der Bildmitte das ehemalige Lyzeum mit seinem Staffelgiebel

Die Hansestadt Salzwedel gliedert sich in 18 Ortschaften (ehemalige Gemeinden) und 48 Ortsteile.
Zu den Ortschaften gehören gleichnamige und andere Ortsteile und Wohnplätze:
| - Andorf mit Andorf, Hestedt, Rockenthin, Groß Grabenstedt und Klein Grabenstedt - Barnebeck - Benkendorf mit Benkendorf und Büssen - Brietz mit Brietz mit Wohnplatz Brietzer Mühle und Chüttlitz - Chüden mit Groß Chüden, Klein Chüden und Ritze | - Dambeck mit Dambeck, Amt Dambeck und Brewitz - Henningen - Klein Gartz - Langenapel - Liesten mit Liesten und Depekolk - Mahlsdorf mit Mahlsdorf und Maxdorf - Osterwohle mit Osterwohle, Bombeck, Groß Gerstedt, Klein Gerstedt und Wistedt | - Pretzier mit Pretzier und Königstedt - Riebau mit Riebau und Jeebel - Seebenau (kein eigener Ort) mit Cheine, Seeben und Darsekau - Stappenbeck mit Stappenbeck und Buchwitz - Steinitz mit Kemnitz und Ziethnitz mit dem Wohnplatz Phillips Kolonie - Tylsen mit Tylsen und Niephagen |

Ortsteile ohne Ortschaftszuordnung sind:
- Böddenstedt
- Hoyersburg
- Kricheldorf und Sienau
- Klein Wieblitz, Groß Wieblitz und Eversdorf

Die Kernstadt Salzwedel bildet keinen Ortsteil. Darüber hinaus befinden sich auf der Gemarkung Salzwedel die Siedlungen und Wohnplätze Böddenstedter Mühle, Perver, Siebeneichen, Siedlung des Friedens und Siedlung Ost.
Am 1. Juli 2019 wurde eine Änderung der Hauptsatzung wirksam: Die Ortschaft Henningen besteht nur noch aus der Gemarkung Henningen. Es entstanden zwei neue Ortschaften: Die Ortschaft Andorf, bestehend aus der Gemarkung Andorf und der Gemarkung Grabenstedt, sowie die Ortschaft Barnebeck, bestehend aus der Gemarkung Barnebeck.
Am 1. Januar 2024 wurde erneut eine Änderung der Hauptsatzung wirksam: In der Ortschaft Benkendorf wurde eine Ortschaftsverfassung eingeführt. Damit gibt es seit Juli 2024 auch in Benkendorf einen Ortschaftsrat.
Eine frühere Gemeinde bildete nach der Eingemeindung keine Ortschaft:
- Wieblitz-Eversdorf mit Eversdorf, Groß Wieblitz und Klein Wieblitz

## Geschichte

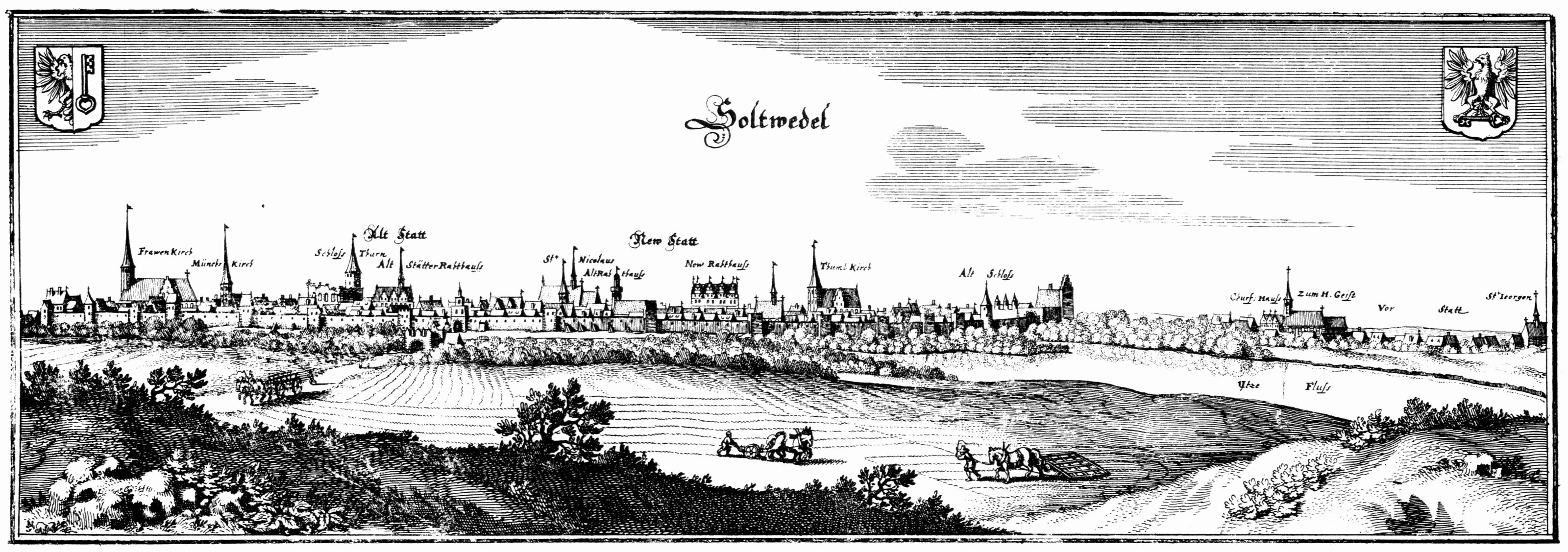
Salzwedel um 1650

### Mittelsteinzeit bis Jungsteinzeit
Nach der letzten Eiszeit, die etwa vor 12.000 v. Chr. endete, befand sich zwischen Salzwedel und Wustrow im Wendland ein See. Menschen hinterließen dort viele Feuersteingeräte, aber auch Geweih- und Knochengeräte. Einzelne dieser Geweihgeräte wurden in der Jeetze gefunden.
Die frühesten archäologischen Funde, die auf eine Ansiedlung hinweisen, befinden sich außerhalb des heutigen Innenstadtbereichs. Im benachbarten Wendland, insbesondere aus der Umgebung von Lüchow, sind viele mittel- und jungsteinzeitliche Fundplätze bekannt. Gruppen von Jägern und Sammlern hinterließen im Raum Salzwedel bei Kalbe (Milde) einige Artefakte, nämlich Kernbeile und Spalter.
Aus der mittleren und späten Jungsteinzeit (etwa 3600–2000 v. Chr.), und damit von bäuerlichen Kulturen, stammen nur wenige Stücke aus dem Stadtgebiet. Allerdings existieren im Umland zahlreiche „Hünenbetten“, Gräber, von denen bereits im Jahr 1843 für die Megalithprovinz Altmärkische Gruppe 142 Gräber nachgewiesen wurden. Spätere Untersuchungen konnten weitere 190 als ehemals vorhanden nachweisen. Hinzu kommen zahlreiche Rund- oder Ovalgräber. Die Megalithanlagen prägen sogar die Landschaft, obwohl diese Bauepoche nur von kurzer Dauer war. So bricht die Belegung bereits mit der späten Jungsteinzeit ab.

### Bronzezeit bis Frühmittelalter
Ein spätbronzezeitlicher Fund vom alten Wasserwerk und ein Gräberfeld (etwa an der heutigen B71) deuten auf eine dauerhafte Besiedlung des näheren Stadtgebiets Salzwedels seit etwa 1000 v. Chr. hin.
In der frühen Eisenzeit bestand ein Friedhof etwa auf diesem Gebiet (ab 700 v. Chr.) und es entstand ein neuer Friedhof namens „Auf dem hohen Felde“, also ganz in der Nähe. Zum Ende der vorrömischen Eisenzeit ab ca. 200 v. Chr. wurden neue Friedhöfe auf dem Perver Windmühlenberg (südöstlich von Salzwedel) und auf dem ehemaligen Exerzierplatz bei Kricheldorf (südlich von Salzwedel) angelegt. Aus der spätrömischen Kaiserzeit und der Völkerwanderung (180–500 n. Chr.) gibt es nur sehr wenige Einzelfunde.

### Mittelalter und die Salzwedeler Burg als Beginn der Stadtentwicklung

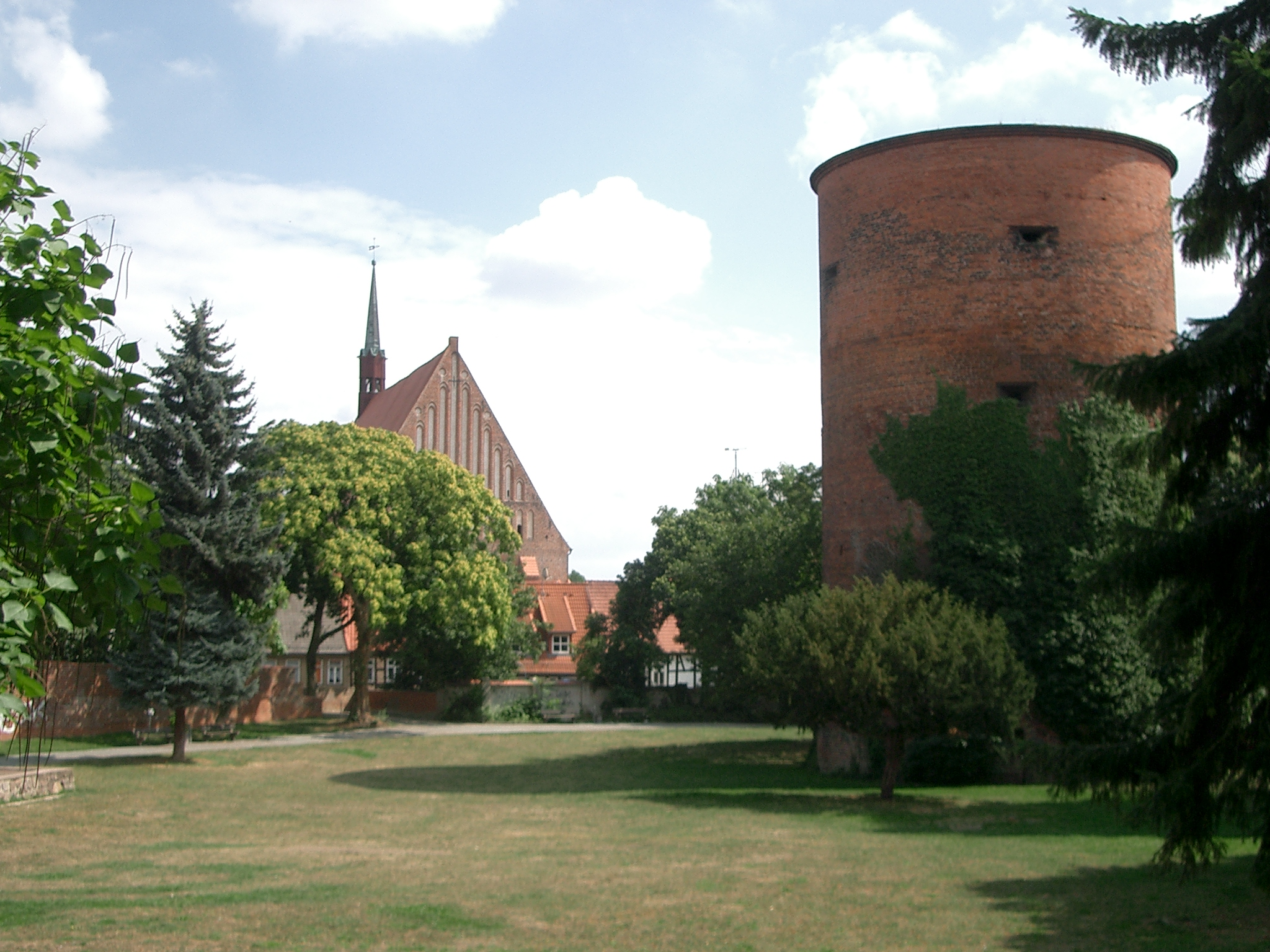
Burggarten mit Burgturm und Mönchskirche (im Hintergrund)

Seit dem Jahr 800 wird eine Siedlung an der Stelle der heutigen Stadt in Nachbarschaft der Burg Salzwedel vermutet. Der alte Name Soltwidele weist auf eine Furt durch die Jeetze an der alten Salzstraße hin. Im Jahr 1112 wird die Burg bei Salzwedel zum ersten Mal urkundlich erwähnt. Salzwedel führt seine Stadtgründung auf die Markgrafenbrüder Johann I. und Otto III. zurück, die zeitweilig auf der Burg Salzwedel lebten; die erste Bezeichnung als Stadt datiert aus dem Jahre 1233. Ab 1247 entstand unmittelbar nordöstlich der Altstadt die Neustadt als planmäßige Gründung und eigenständige Stadt. Beide Städte lagen innerhalb der Stadtmauer. In der ersten Hälfte des 14. Jahrhunderts erscheinen die von Wallstawe, danach die von Böddenstedt als castellani (Burgmannen) von Salzwedel. Erst im Jahr 1713 wurden Altstadt und Neustadt vereinigt.

### Hanse (1263–1518), Juden (ab dem 13. Jahrhundert), Polaben
Von 1263 bis 1518 war Salzwedel Mitglied der Hanse – 1518 wurde es ausgeschlossen –, so dass die Stadt an dessen Handel partizipieren konnte. So erreichten Getreide, Häute, Tücher oder Bier aus der Hansestadt Visby auf Gotland und Russland. In die Stadt wurden vorwiegend Gewürze, Heringe und auch Zinn- und Kupfergefäße über die Jeetze geschifft. Aufgrund der hochwertigen Stoffe war Salzwedel als „Tuchmacherwerkstatt“ weit über die Grenzen der Region hinweg bekannt. Bis heute zeugen Straßennamen wie Schmiede-, Wollweber- oder Radestraße und die eingepflasterten Wappen des jeweiligen Handwerks für die einstige Tradition in Salzwedel.
Bis ins 13. Jahrhundert lassen sich Spuren jüdischen Lebens in Salzwedel nachweisen. Aus dem Jahr 1297 ist die „Stendaler Judenordnung“ überliefert. Die Bezeichnung ist allerdings irreführend, denn darin wurden nur die Privilegien der örtlichen Juden bestätigt, dazu, dass sie wie die übrigen Bürger behandelt werden sollten. In Salzwedel waren jüdische Familien seit Beginn des 14. Jahrhunderts ansässig. Nach 1344 standen sie erst unter dem Schutz des Markgrafen Ludwig V. und wenige Jahrzehnte danach des Rates der Stadt Salzwedel. Als Gegenleistungen für zur Verfügung gestellte Wohnungen mussten sie zweimal im Jahr Abgaben leisten. Damals soll es eine „Judengasse“ und eine Synagoge gegeben haben.
In der im 18. Jahrhundert ausgestorbenen polabischen („wendischen“) Sprache der Gegend wurde Salzwedel Ljosdit (Lôsdît, Lósdy) genannt, was eventuell von ljos (slawisch lěsă, „Wald“) abgeleitet wurde.

### Reformation und Frühe Neuzeit
Die Reformation fasste in Salzwedel 1541 Fuß. Ab dem 16. Jahrhundert gehörte Salzwedel zum Salzwedelischen Kreis.

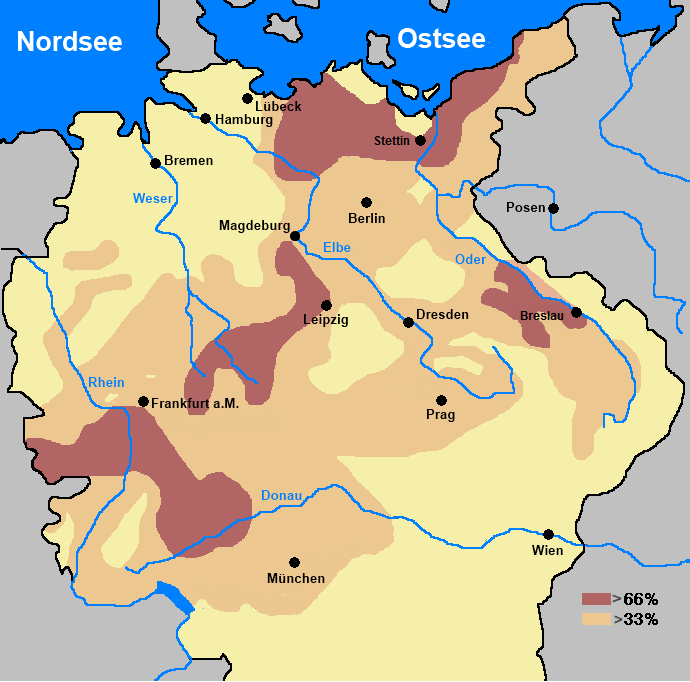
Bevölkerungsverluste durch den Dreißigjährigen Krieg im gesamten Reich

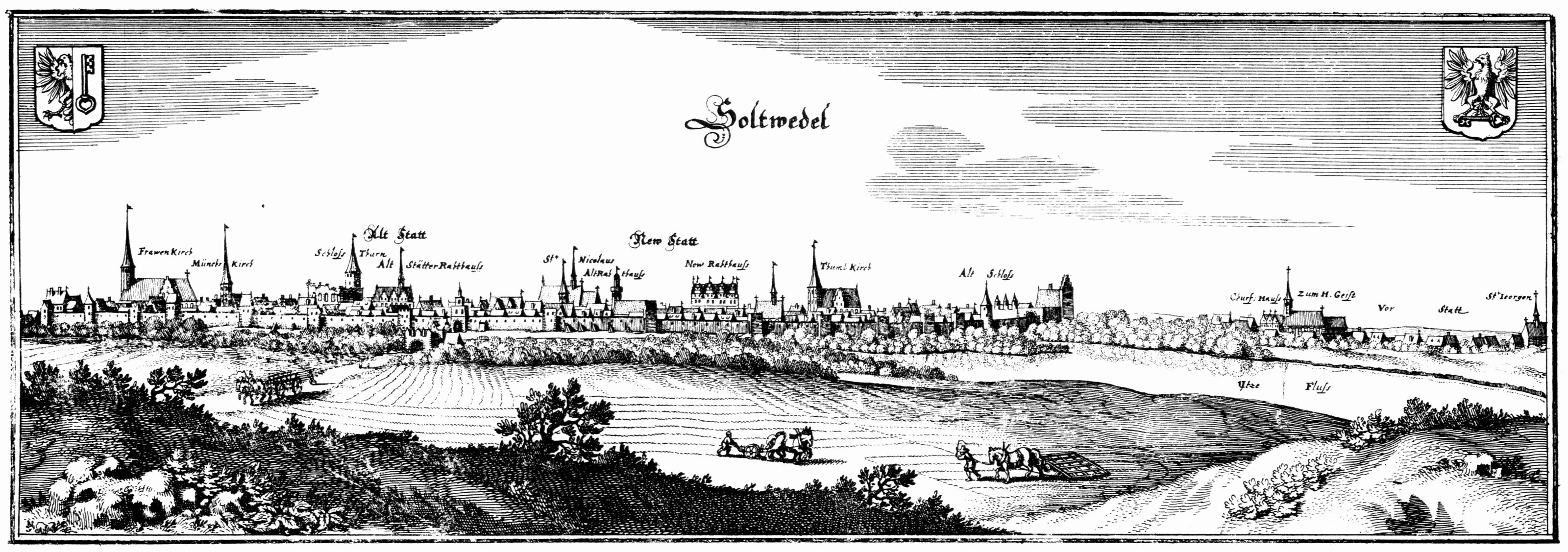
Salzwedel Mitte des 17. Jahrhunderts nach Matthäus Merian

Die seit dem 13. Jahrhundert entstandene Franziskanerkirche am Rande der Altstadt wurde 1577 bis 1581 zur evangelischen umgestaltet und als Schulkirche genutzt. Im 18. Jahrhundert wurde sie zur Garnisonskirche. Das Augustinerchorherrenstift zum Hl. Geist in Perver wurde Ende des 16. Jahrhunderts mit der Burg Salzwedel zum Amt Salzwedel vereinigt. Große Teile der Kirche wurden 1792, nach langem Verfall, abgebrochen. Das St. Annenkloster bei der Nikolaikirche war ebenfalls verfallen. Der Platz des Klosterhofes wurde schon 1727 zum Exerzierplatz umgewidmet.
Der Dreißigjährige Krieg brachte die Stadt an den Rand des Ruins, ohne dass sie belagert wurde. Grund dafür war die Einquartierung fremder Truppen, darunter auch der Söldner Peter Hagendorf im Winterlager von Dezember 1627 bis Februar 1628. Es dauerte Jahrzehnte, bis die Folgen des Krieges überwunden waren. In Salzwedel-Neustadt gab es 1670 neben 287 bewohnten Häusern noch immer 145 wüste Hausstellen.
Salzwedel wurde verkehrstechnisch stärker an Berlin angebunden. 1649 wurde die Botenpost Berlin – Tangermünde – Stendal – Gardelegen – Salzwedel eingerichtet, der 1682 eine zweimal pro Woche bediente Fahrpost folgte.
Bis 1817 wuchs die jüdische Bevölkerung im Kreis Salzwedel auf 110 Personen. Ihre rechtliche Gleichstellung erfolgte erst im späten 19. Jahrhundert. Im Jahr 1860 lebten nur noch 68 Juden in Salzwedel. Bei einer Gesamteinwohnerzahl von etwa 11.000 entsprach dies einem Bevölkerungsanteil von 0,6 %.

### Von 1800 bis zum Ende des Zweiten Weltkriegs

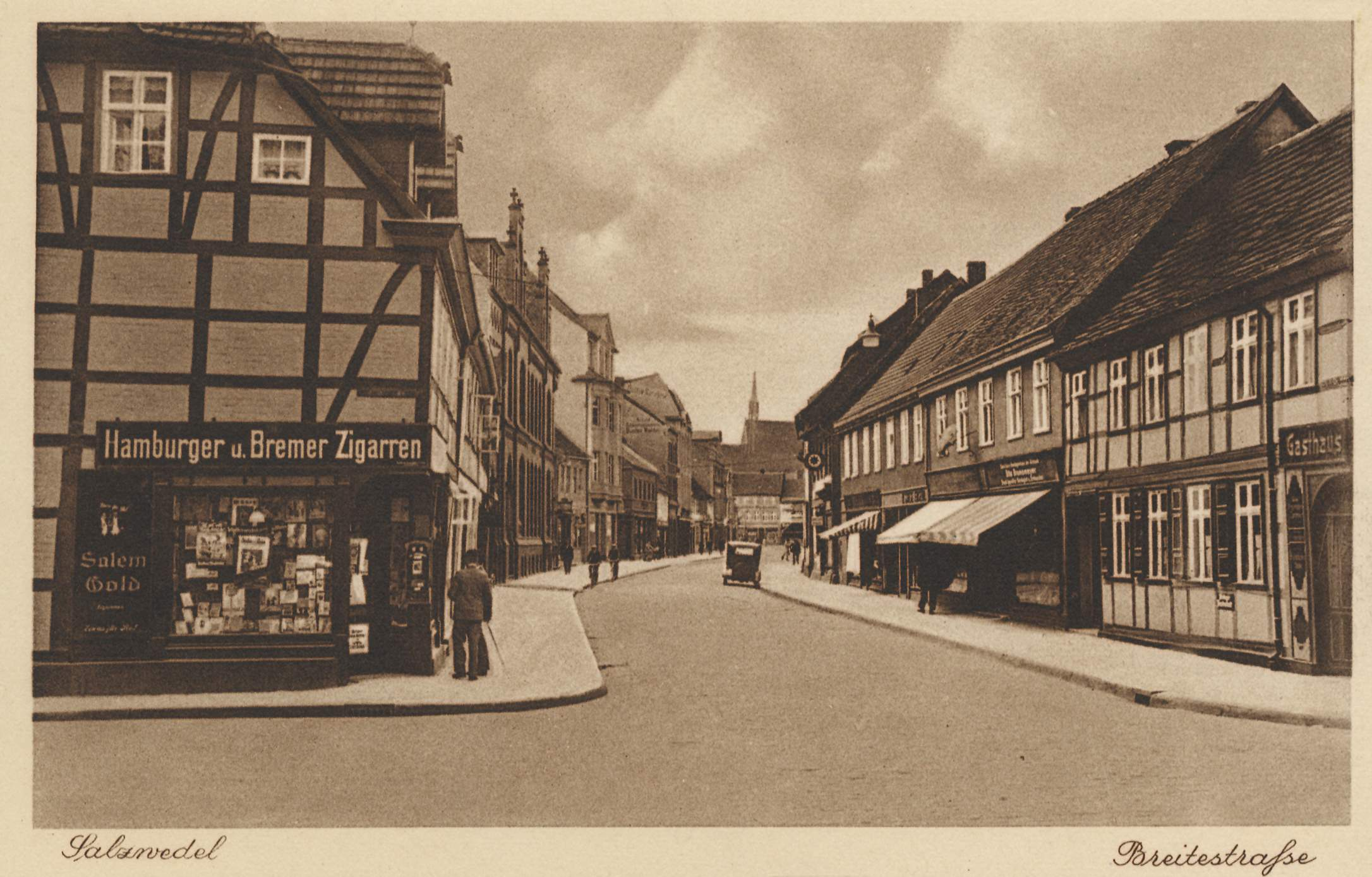
Ansichtskarte, um 1900

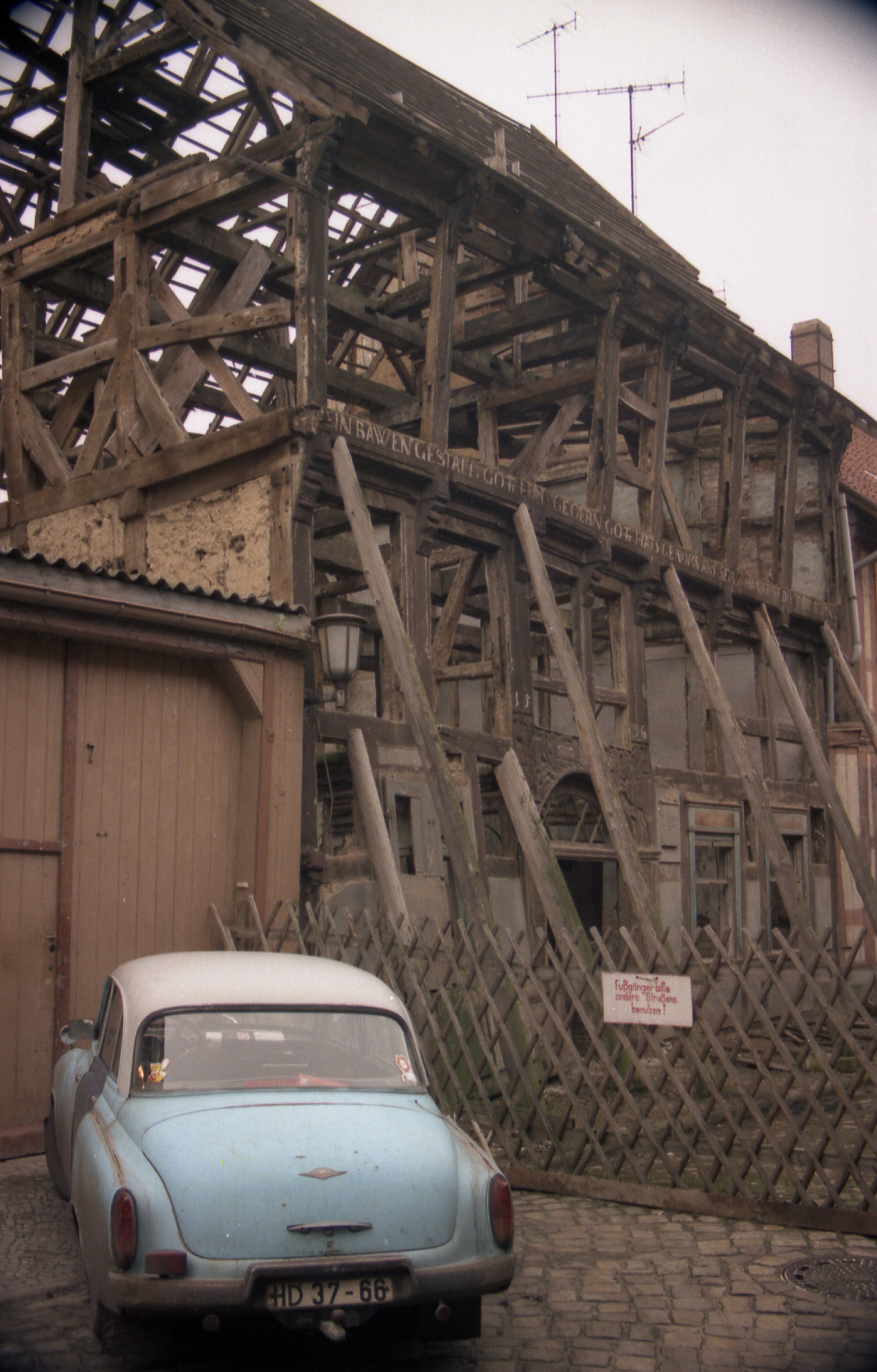
Entkerntes Fachwerkhaus (1990)

1816 wurde Salzwedel Sitz des Kreises Salzwedel in der preußischen Provinz Sachsen. 1870 erhielt die Stadt einen Eisenbahnanschluss. Damit verlor die Jeetzeschifffahrt an Bedeutung. In der Folge kamen weitere Bahnstrecken hinzu.
Nach dem Ersten Weltkrieg entstand Hoyersburg als Ortsteil von Salzwedel. Die Gründung der Siedlung erfolgte vorrangig, um Russlanddeutsche anzusiedeln, die vor allem als Forstarbeiter für die Stadt tätig waren.
Bereits vor der Machtübernahme der Nationalsozialisten ging die Anzahl der Juden zurück. Im Jahr 1930 lag die Zahl jüdischer Einwohner Salzwedels bei 50 Personen.
Mit dem Nationalsozialismus wurden die jüdischen Einwohner ab 1933 diskriminiert, sukzessive vom gesellschaftlichen Leben ausgeschlossen, entrechtet und schließlich in Konzentrationslager verschleppt und ermordet. Die kleine Salzwedeler Synagoge in einem Hinterhof am Lohteich, die gegen Ende des 19. Jahrhunderts genutzt wurde, wurde während der Reichspogromnacht 1938 zerstört und geplündert. Die jüdischen Salzwedeler wurden überwiegend am 13. April 1942 über Magdeburg, Potsdam und Berlin ins Warschauer Ghetto derportiert, wenn sie nicht zuvor ins Ausland fliehen konnten. Dies gelang zum Beispiel den drei Söhnen der Familie Bachenheimer. Die Spuren der Familien Stein, Hirsch und Jacob sowie der Eltern der Bachenheimer-Söhne verlieren sich nach ihrer Ankunft im Warschauer Ghetto. 16 Stolpersteine erinnern heute an Salzwedels ermordete Juden. Nach 1945 und dem Ende des Holocausts lebten nur noch drei jüdische Salzwedeler in der Stadt.
Während des Zweiten Weltkrieges war ab 1942 auf dem Gelände einer Düngemittelfabrik in der Gardelegener Straße ein Lager für Zwangsarbeiter eingerichtet, das von Ende Juli 1944 bis zum 14. April 1945 als Außenlager Salzwedel, ein Frauenlager des KZ Neuengamme, weiter betrieben wurde. Anfänglich 400 und später bis zu 1.500 meist jüdische Gefangene unterschiedlicher Nationalitäten mussten für die Draht- und Metallfabrik Salzwedel, eine Tochterfirma der Magdeburger Polte-Werke, in zwei Zwölf-Stunden-Schichten Schwerstarbeit in der Munitionsherstellung verrichten. Gegen Ende des Krieges wurden immer mehr Frauen aus anderen Konzentrationslagern vor den anrückenden Alliierten ins Lager Salzwedel transportiert und am 14. April 1945 befreite die 9. US-Armee dort 3.000 Häftlinge.
Der im Rahmen der Operation Clarion durchgeführte Luftangriff der amerikanischen 8th Air Force vom 22. Februar 1945 durch 59 Bomber des Typs B-17 „Flying Fortress“ mit 198 Tonnen Bomben an Bord zerstörte den Bahnhofsbereich, sowie Anlagen des Gaswerks. Der Angriff forderte etwa 300 Menschenleben, die Altstadt blieb jedoch weitgehend verschont, da die Hauptziele des Angriffs die Eisenbahnanlagen waren.

### Nachkriegszeit, DDR, Wiedervereinigung
Von 1946 bis 1950 war Salzwedel eine kreisfreie Stadt. 1952 wurde es dem neu gegründeten Bezirk Magdeburg zugeordnet.
Zur DDR-Zeit verfielen zahlreiche Häuser der Stadt. Nur 5 Kilometer nördlich des Zentrums von Salzwedel verlief zu dieser Zeit die innerdeutsche Grenze. Am 11. Juni 1967 wurde der Lüchow-Dannenberger Landwirt Ernst Wolter auf der Suche nach Kühen an der Grenze durch eine Landmine getötet. Mit 80 Jahren ist er vermutlich das älteste Todesopfer an der innerdeutschen Grenze.
Die Stadt wurde von April 1971 bis April 1986 Standort der Hubschrauberstaffel 16 der Fliegerkräfte der Grenztruppen der DDR, danach noch Außenstelle des Standortes Nordhausen, zuletzt mit Hubschraubern der Typen Mil Mi-2 und Mil Mi-8.
Das Salzwedeler Zentrum der friedlichen Revolution in der DDR war die Katharinenkirche. Die innerdeutsche Grenze wurde nach dem Mauerfall in eine besondere Ökozone, das Grüne Band, umgewandelt.
Viele Häuser wurden seit der Wende 1989 verlassen, so dass im Jahre 2007 eine Aktion gestartet wurde, um Häuser und Grundstücke günstig anzubieten.
Seit dem 1. April 2008 trägt Salzwedel den Namenszusatz Hansestadt. Vom 5. bis 8. Juni 2008 war die Hansestadt Austragungsort des 28. Hansetags der Neuzeit unter dem Motto „Zukunft trifft Vergangenheit“. Im Jahr 2038 wird Salzwedel erneut Austragungsort des Hansetags der Neuzeit sein.

### Eingemeindungen
Eingemeindungen nach Salzwedel fanden in den Jahren 1908 (Perver), 1950 (Böddenstedt), 1974 (Krinau), 2003 (drei Gemeinden), 2005 (Stappenbeck), 2009 (Benkendorf), 2010 (zehn Gemeinden) und 2011 (zwei Gemeinden) statt.

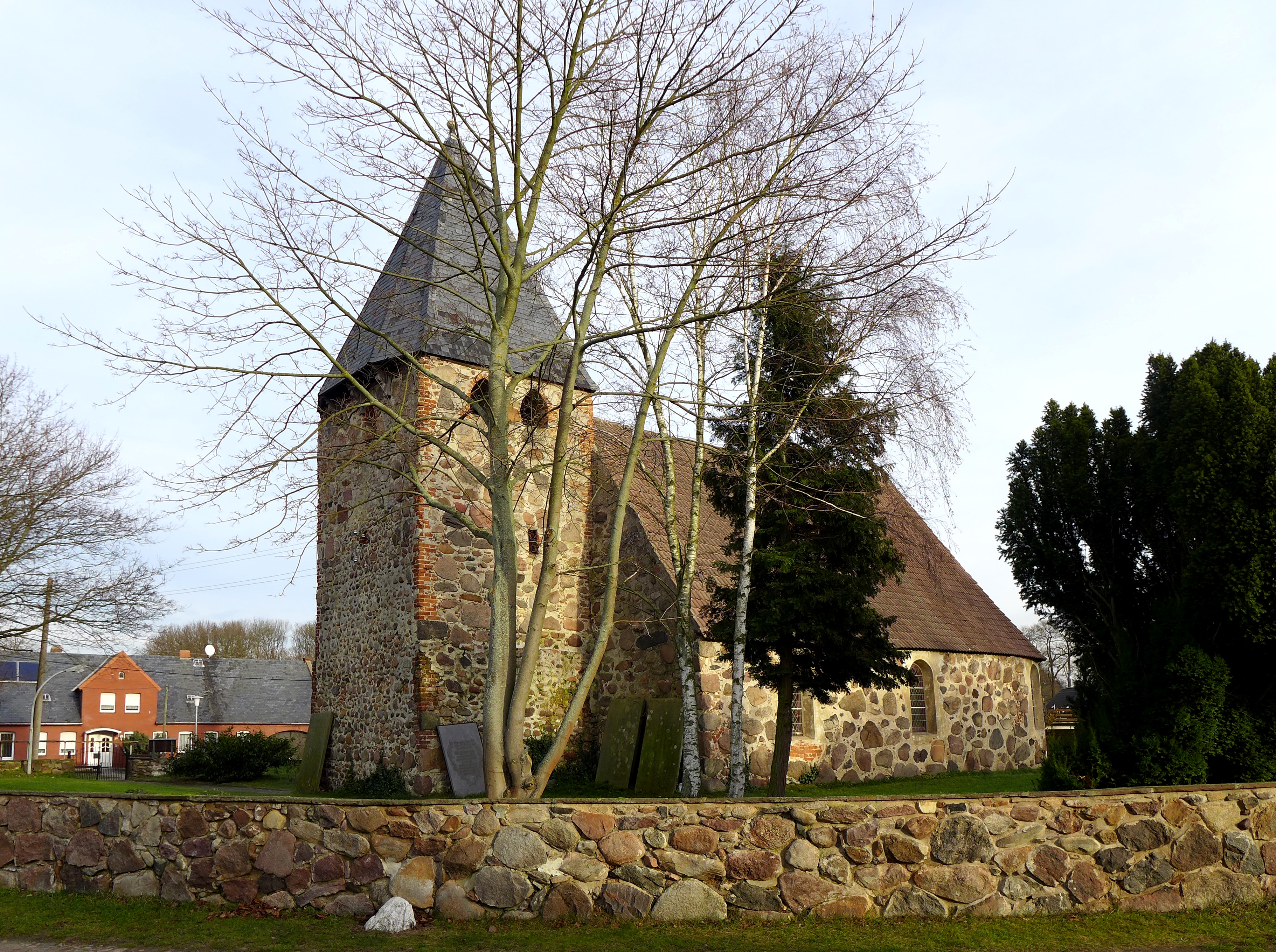
Kirche in Cheine

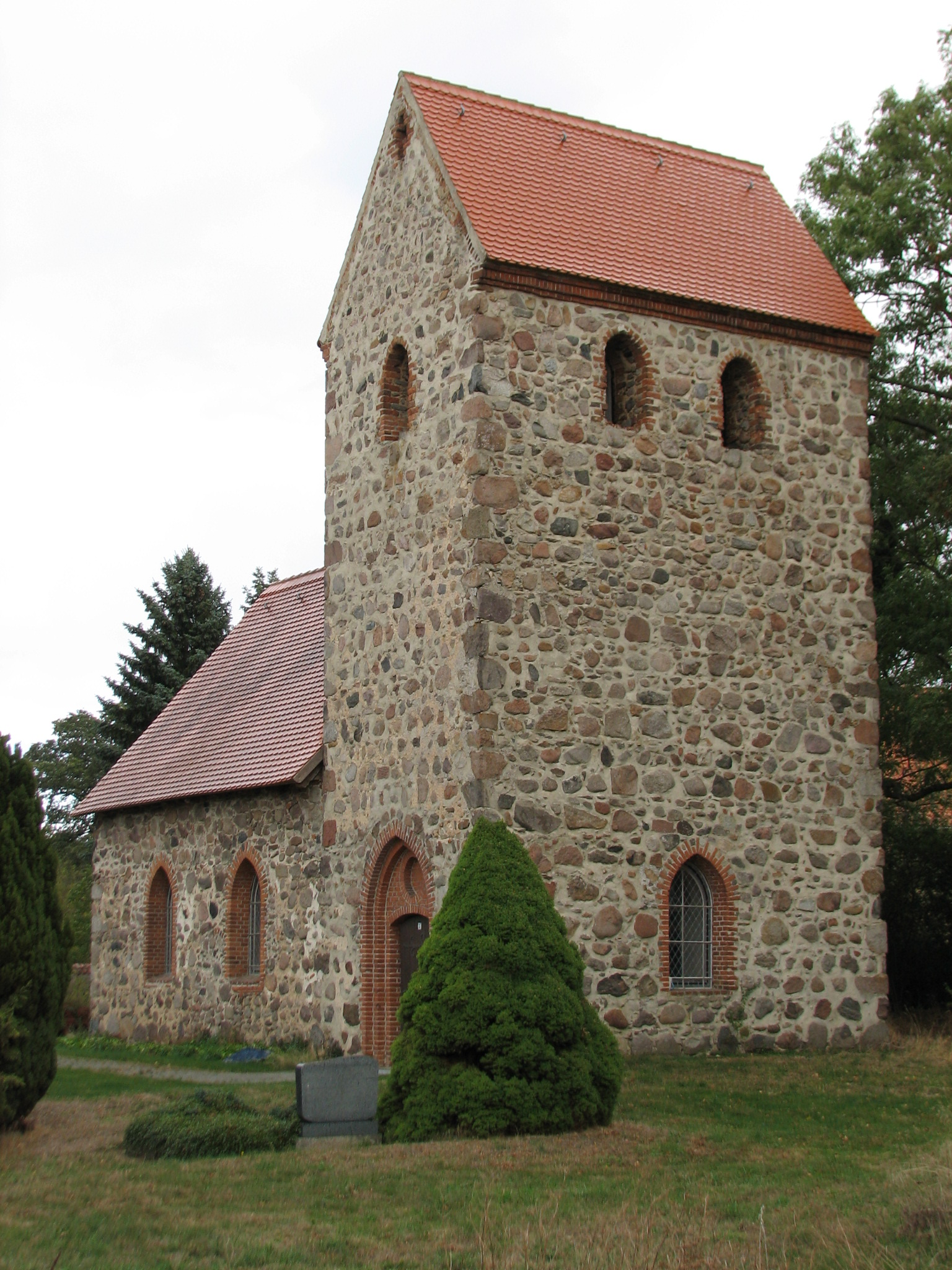
Kirche in Depekolk

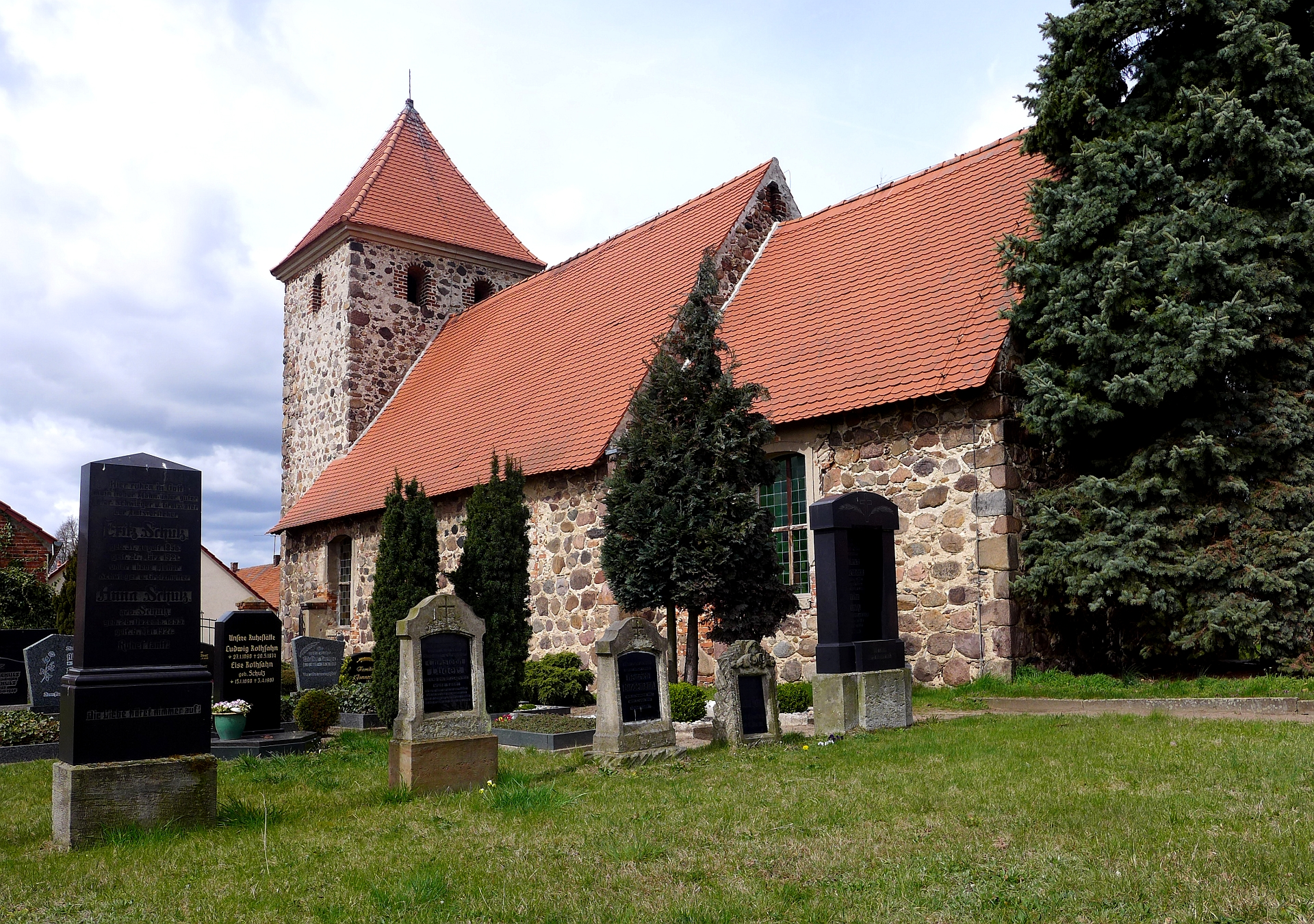
Kirche in Ritze

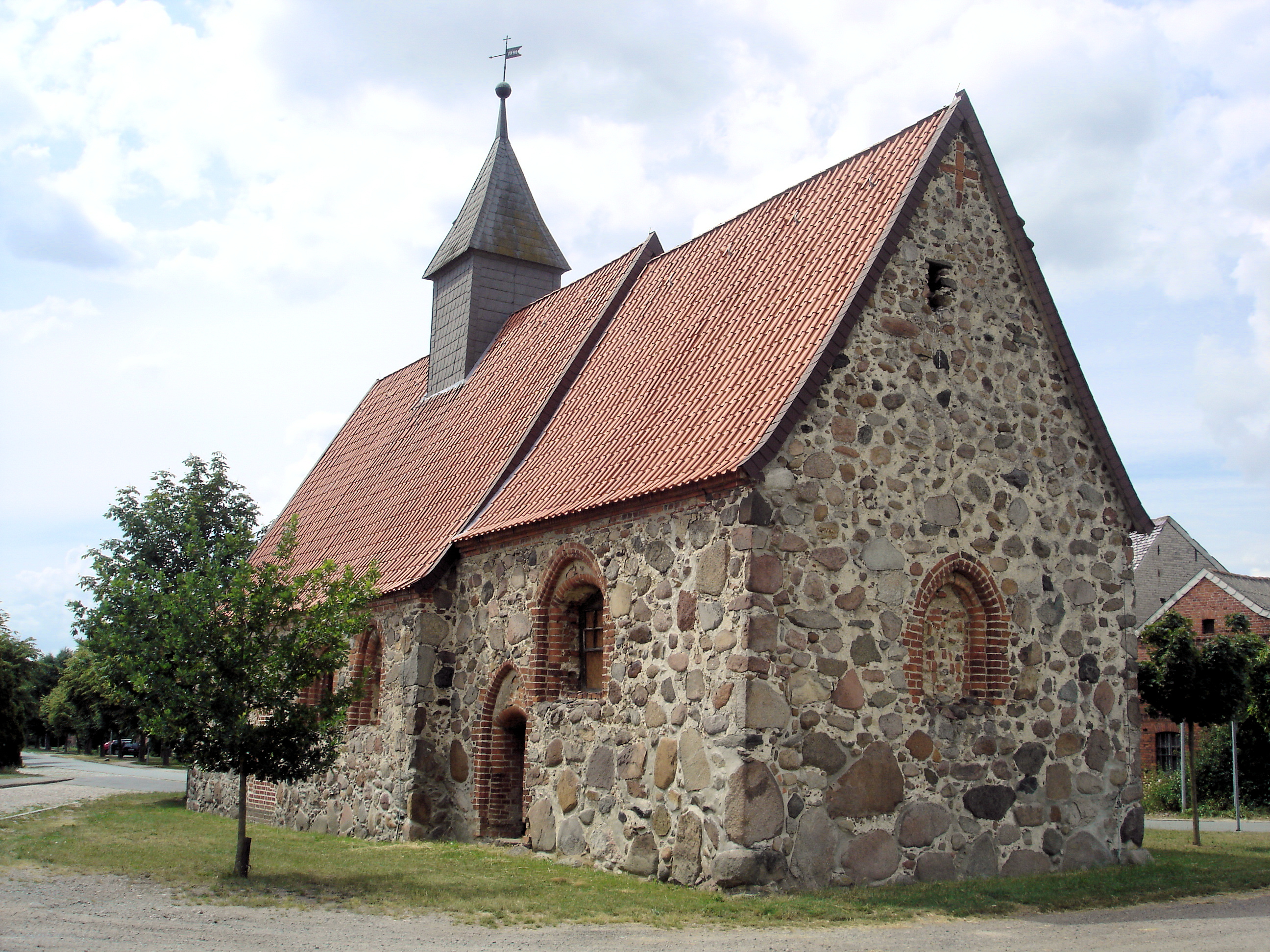
Kluskirche in Stappenbeck

| Ehemalige Gemeinde | Datum                            | Anmerkung                                                                               |
| ------------------ | -------------------------------- | --------------------------------------------------------------------------------------- |
| Andorf             | 01.05.1992                       | Eingemeindung nach Henningen                                                            |
| Barnebeck          | 01.05.1992                       | Eingemeindung nach Henningen                                                            |
| Benkendorf         | 01.01.2009                       |                                                                                         |
| Böddenstedt        | 20.07.1950                       |                                                                                         |
| Bombeck            | 20.07.1950                       | Eingemeindung nach Osterwohle                                                           |
| Brewitz            | 20.07.1950                       | Eingemeindung nach Dambeck                                                              |
| Brietz             | 01.01.2003                       |                                                                                         |
| Buchwitz           | 20.07.1950                       | Eingemeindung nach Stappenbeck                                                          |
| Cheine             | 01.03.1973                       | Eingemeindung nach Seebenau                                                             |
| Chüden             | 01.01.2010                       |                                                                                         |
| Chüttlitz          | 01.03.1973                       | Eingemeindung nach Brietz                                                               |
| Dambeck            | 01.01.2003                       |                                                                                         |
| Depekolk           | 20.07.1950                       | Eingemeindung nach Liesten                                                              |
| Eversdorf          | 01.08.1972                       | Zusammenschluss mit Wieblitz zu Wieblitz-Eversdorf                                      |
| Gerstedt           | 01.10.1972                       | Eingemeindung nach Osterwohle                                                           |
| Grabenstedt        | 01.01.1973                       | Eingemeindung nach Andorf                                                               |
| Groß Chüden        | 01.12.1972                       | Zusammenschluss mit Ritze zu Chüden                                                     |
| Groß Grabenstedt   | 20.07.1950                       | Zusammenschluss mit Klein Grabenstedt zu Grabenstedt                                    |
| Groß Wieblitz      | 20.07.1950                       | Zusammenschluss mit Klein Wieblitz zu Wieblitz                                          |
| Henningen          | 01.01.1974 01.05.1990 01.01.2010 | Eingemeindung nach Langenapel Ausgliederung aus Langenapel Eingemeindung nach Salzwedel |
| Hestedt            | 20.07.1950                       | Eingemeindung nach Andorf                                                               |
| Jahrsau            | 20.07.1950                       | Eingemeindung nach Jeebel                                                               |
| Jeebel             | 01.01.1963                       | Eingemeindung nach Riebau                                                               |
| Kemnitz            | 20.07.1950                       | Zusammenschluss mit Ziethnitz zu Steinitz                                               |
| Klein Chüden       | 20.07.1950                       | Eingemeindung nach Ritze                                                                |
| Klein Grabenstedt  | 20.07.1950                       | Zusammenschluss mit Groß Grabenstedt zu Grabenstedt                                     |
| Klein Gartz        | 01.01.2010                       |                                                                                         |
| Klein Wieblitz     | 20.07.1950                       | Zusammenschluss mit Groß Wieblitz zu Wieblitz                                           |
| Königstedt         | 01.01.1992                       | Eingemeindung nach Pretzier                                                             |
| Kricheldorf        | 20.07.1950                       | Zusammenschluss mit Sienau zu Krinau                                                    |
| Krinau             | 15.03.1974                       |                                                                                         |
| Langenapel         | 01.01.2010                       |                                                                                         |
| Liesten            | 01.01.2010                       |                                                                                         |
| Mahlsdorf          | 01.01.2003                       |                                                                                         |
| Maxdorf            | 20.07.1950                       | Eingemeindung nach Mahlsdorf                                                            |
| Osterwohle         | 01.01.2010                       |                                                                                         |
| Perver             | 01.07.1908                       |                                                                                         |
| Pretzier           | 01.01.2010                       |                                                                                         |
| Riebau             | 01.01.2010                       |                                                                                         |
| Ritze              | 01.12.1972                       | Zusammenschluss mit Groß Chüden zu Chüden                                               |
| Rockenthin         | 20.07.1950                       | Eingemeindung nach Andorf                                                               |
| Seebenau           | 01.01.2010                       |                                                                                         |
| Sienau             | 20.07.1950                       | Zusammenschluss mit Kricheldorf zu Krinau                                               |
| Stappenbeck        | 01.01.1974 01.05.1990 01.01.2005 | Eingemeindung nach Mahlsdorf Ausgliederung aus Mahlsdorf Eingemeindung nach Salzwedel   |
| Steinitz           | 01.01.2011                       |                                                                                         |
| Tylsen             | 01.01.2010                       |                                                                                         |
| Wieblitz           | 01.08.1972                       | Zusammenschluss mit Eversdorf zu Wieblitz-Eversdorf                                     |
| Wieblitz-Eversdorf | 01.01.2011                       |                                                                                         |
| Wistedt            | 01.10.1972                       | Eingemeindung nach Osterwohle                                                           |
| Ziethnitz          | 20.07.1950                       | Zusammenschluss mit Kemnitz zu Steinitz                                                 |

## Bevölkerung

### Stadt
| Jahr | Einwohner |
| ---- | --------- |
| 1730 | 03.589    |
| 1740 | 03.657    |
| 1750 | 03.606    |
| 1770 | 04.017    |
| 1774 | 03.851    |
| 1780 | 04.717    |
| 1790 | 04.886    |
| 1840 | 07.884    |
| 1848 | 07.771    |

| Jahr | Einwohner |
| ---- | --------- |
| 1871 | 08.273    |
| 1895 | 09.774    |
| 1905 | 12.631    |
| 1925 | 14.927    |
| 1939 | 18.031    |
| 1946 | 24.564    |
| 1964 | 19.615    |
| 1971 | 20.501    |
| 1981 | 22.811    |

| Jahr | Einwohner |
| ---- | --------- |
| 1990 | 23.056    |
| 2000 | 20.349    |
| 2006 | 20.777    |
| 2010 | 24.090    |
| 2015 | 24.410    |
| 2020 | 23.306    |
| 2021 | 22.999    |
| 2022 | 23.266    |
| 2023 | 23.131    |
| 2024 | 22.964    |

bis 1981:
ab 1990: Stand: 31. Dezember des jeweiligen Jahres (Angaben des Statistischen Landesamtes Sachsen-Anhalt), ab 2011 auf Basis des Zensus 2011, ab 2022 auf Basis des Zensus 2022

### Hauptort (Kernstadt)
| Jahr | Einwohner |
| ---- | --------- |
| 2021 | [0]16.138 |
| 2022 | [0]16.651 |
| 2023 | [0]16.584 |

## Religionen
Knapp 80 Prozent der Einwohner Salzwedels sind konfessionslos.
Die Volkszählung in der Europäischen Union 2011 zeigte, dass von den 24.693 Einwohnern der Stadt Salzwedel rund 19 % der evangelischen und rund 3 % der katholischen Kirche angehörten.
Die evangelischen Christen der Stadt Salzwedel und umliegender Dörfer gehören zu drei Pfarrbereichen: St. Marien (in der Altstadt), St. Katharinen (in der Neustadt) und St. Georg (in Perver) im Kirchenkreis Salzwedel im Propstsprengel Stendal-Magdeburg der Evangelischen Kirche in Mitteldeutschland.
Die katholische Pfarrgemeinde St. Laurentius gehört administrativ zum Dekanat Stendal des Bistums Magdeburg. Die Gottesdienste der Gemeinde werden in der Lorenzkirche abgehalten.
In Salzwedel gibt es Gemeinden verschiedener Freikirchen, z. B. die Adventgemeinde, eine Evangelisch-Freikirchliche Gemeinde (Baptisten) sowie eine Pfingstgemeinde.
Die Neuapostolische Kirche ist ebenfalls vor Ort vertreten.
Im deutschlandweiten Vergleich gering ist die Anzahl der Angehörigen des Islam.
Der Anteil der jüdischen Einwohner ist sehr gering. Die nächsten jüdischen Gemeinden befinden sich in Wolfsburg, nämlich die Orthodoxe Jüdische Gemeinde zu Wolfsburg und die Liberale Jüdische Gemeinde Wolfsburg-Braunschweig und in Magdeburg, nämlich die Synagogen-Gemeinde zu Magdeburg und die Liberale Jüdische Gemeinde zu Magdeburg. Der alte jüdische Friedhof in einem Waldgebiet südwestlich von Chüttlitz und der neue jüdische Friedhof an der Lüneburger Straße sind in der Fläche zwar noch erhalten, doch nur auf dem jüngeren, etwa 650 m² großen Gelände findet man noch ca. 20 Grabsteine, wovon der älteste von 1853 datiert.

## Politik
Der Stadtrat von Salzwedel besteht aus 36 Mitgliedern und dem Bürgermeister. Die Kommunalwahl am 9. Juni 2024 führte bei einer Wahlbeteiligung von 60,7 % zu folgendem Ergebnis:

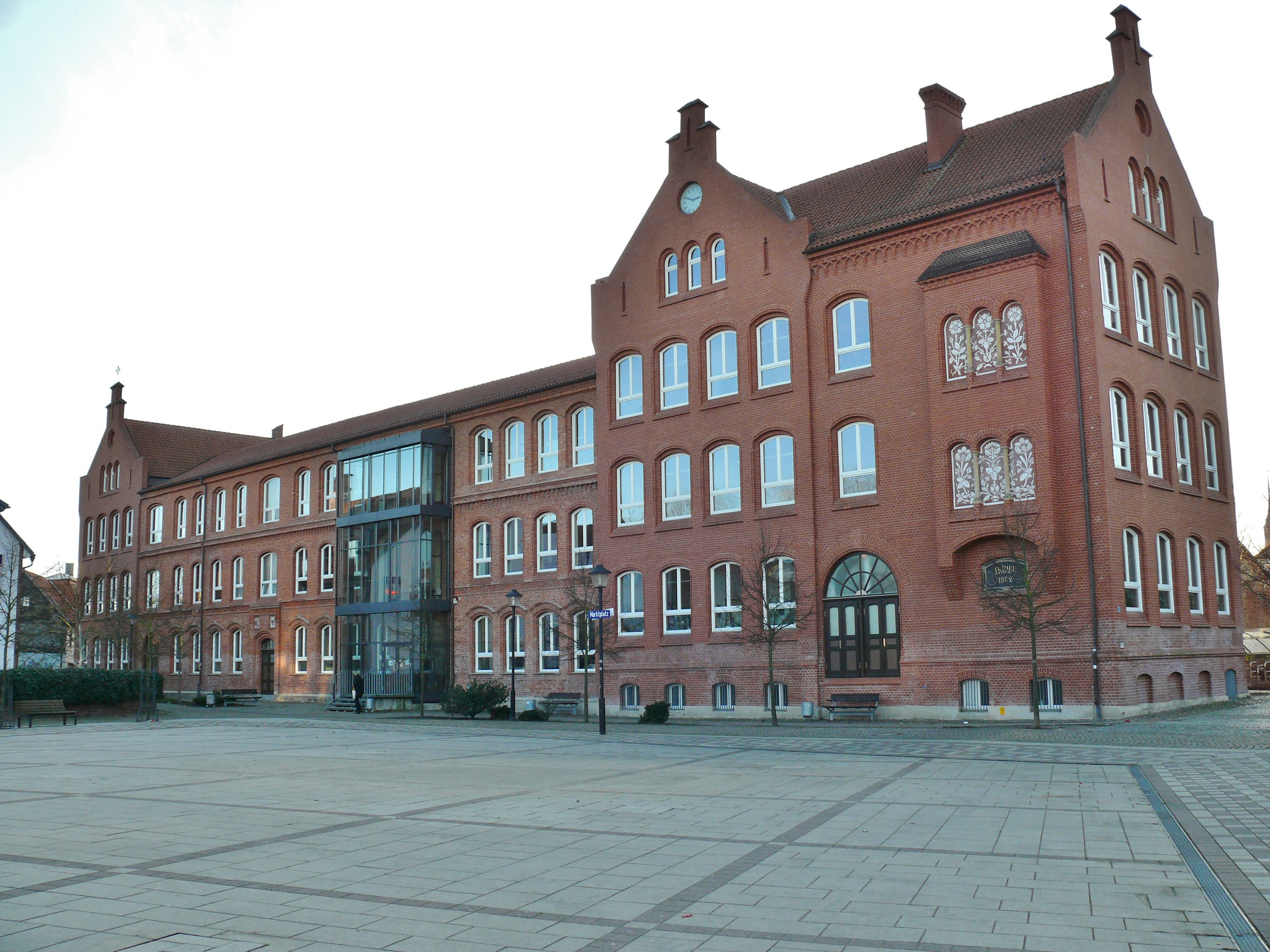
Bürgercenter am Marktplatz (ehemalige Heinrich-Heine-Schule)

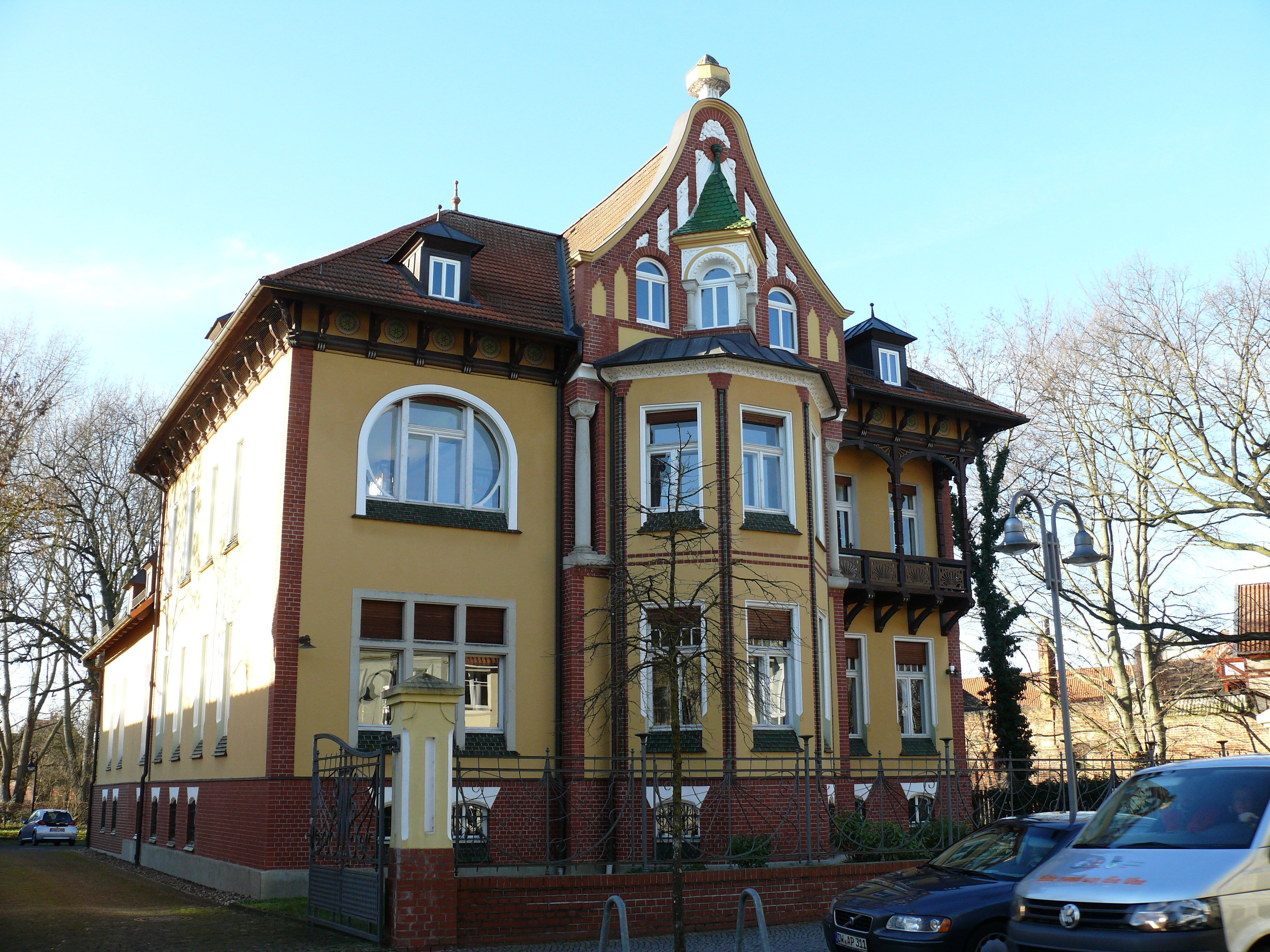
Stadt- und Kreisbibliothek (ehemalige Freydanck’sche Villa)

| Partei / Wählergruppe                        | Stimmenanteil 2019 | Sitze 2019 |        | Stimmenanteil 2024 | Sitze 2024 |
| -------------------------------------------- | ------------------ | ---------- | ------ | ------------------ | ---------- |
| AfD                                          | 13,0 %             | 5          | 25,6 % | 9                  |            |
| Hanseatischer Bürgerbund für Salzwedel (HBS) | 15,5 %             | 6          | 13,7 % | 5                  |            |
| SPD                                          | 12,2 %             | 4          | 13,6 % | 5                  |            |
| Die Linke                                    | 17,9 %             | 6          | 13,1 % | 5                  |            |
| CDU                                          | 16,7 %             | 6          | 12,0 % | 4                  |            |
| Wählergemeinschaft Salzwedel Land            | 11,8 %             | 4          | 11,8 % | 4                  |            |
| Bündnis 90/Die Grünen                        | 07,7 %             | 3          | 03,3 % | 1                  |            |
| FDP                                          | 03,9 %             | 1          | 03,2 % | 1                  |            |
| Bündnis Lebenswertes Land (BLL)              | –                  | –          | 02,0 % | 1                  |            |
| Einzelbewerberin Gabriele Hauptstein         | –                  | –          | 01,7 % | 1                  |            |
| Dorf bis Stadt                               | 01,4 %             | 1          | –      | –                  |            |
| Insgesamt                                    | 100 %              | 36         | 100 %  | 36                 |            |

- Linke: 5
- BSS: 8
- Freie Fraktion: 6
- CSL: 8
- AfD: 9

### Bürgermeister
- 2008–2015: Sabine Danicke (parteilos)
- 2016–2023: Sabine Blümel
- seit 2023: Olaf Meining (parteilos)

Am 9. März 2008 wurde Sabine Danicke zur Bürgermeisterin von Salzwedel gewählt. Aufgrund der Eingemeindung von Steinitz und Wieblitz-Eversdorf zum 1. Januar 2011 stieg die Einwohnerzahl Salzwedels zeitweise über 25.000, so dass Danicke fortan die Amtsbezeichnung Oberbürgermeisterin führte.
Bei der Bürgermeisterstichwahl am 8. März 2015 gewann Sabine Blümel mit nur drei Stimmen Vorsprung. Aufgrund des knappen Wahlergebnisses legte Danicke Widerspruch ein. Am 10. Juli 2015 gab Danicke ihr Amt daher zunächst an den stellvertretenden Oberbürgermeister Andreas Vogel ab. Die 9. Kammer des Verwaltungsgerichts Magdeburg entschied am 15. Dezember 2015, dass die Bürgermeisterwahl gültig sei. Zwei Stimmen wurden jedoch für ungültig erklärt, sodass Blümel die Wahl mit lediglich einer Stimme gewonnen hatte. Nach einem Jahr verwaltungsgerichtlicher Auseinandersetzungen wurde Blümel am 16. März 2016 vom Stadtrat vereidigt und nahm einen Tag später ihre Amtsgeschäfte auf.
Seit 16. März 2023 ist der von der SPD unterstützte parteilose Olaf Meining Bürgermeister von Salzwedel. Er setzte sich in der Stichwahl am 22. November 2022 mit 50,3 % der gültigen Stimmen gegen den CDU-Kandidaten Hendrik Stiller durch. Seine Amtszeit beträgt sieben Jahre.

### Wappen

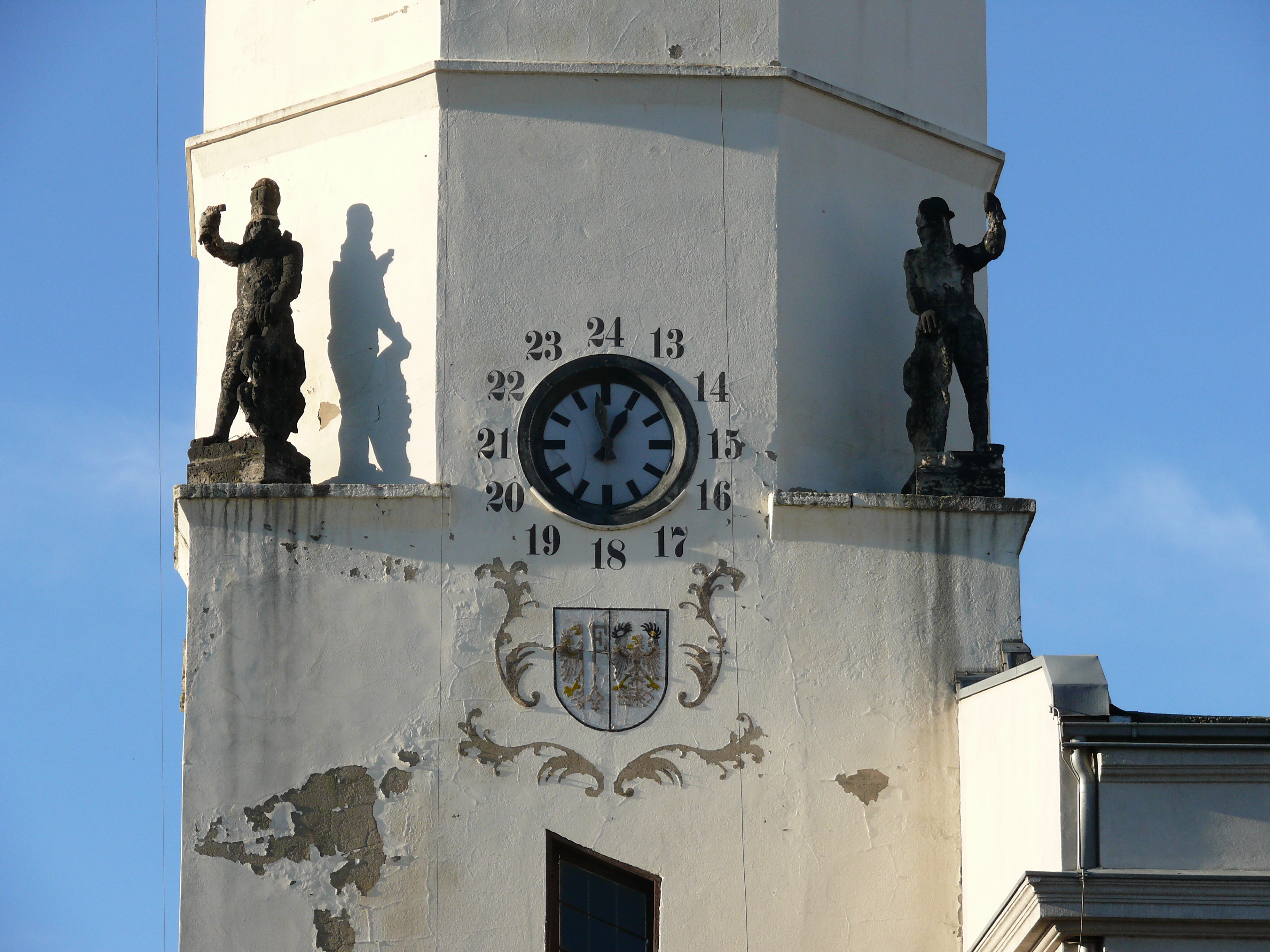
Wappen am Turm des ehemaligen Neustädter Rathauses

Blasonierung: „Gespalten in Silber; vorn ein halber roter Adler mit goldener Bewehrung und Brustspange, daneben ein aufgerichteter roter Schlüssel mit rückgewendetem Bart; hinten ein roter Adler mit goldener Bewehrung und Brustspangen, in den Fängen zwei liegende rote Schlüssel pfahlweise, über die Schwingen gestülpt zwei stahlfarbene Kübelhelme mit schwarzem goldverziertem Flug, in der Halsbeuge ein sechseckiger goldener Stern.“
Vor 1713 waren die Alt- und Neustadt von Salzwedel zwei getrennte Städte mit eigenen Wappen. Die Geschichte der Wappen lässt sich an der Entwicklung der Siegelbilder beider Städte verfolgen. Ursprünglich führte die Altstadt einen ganzen Adler, in den Fängen einen liegenden Schlüssel. Das oben blasonierte Altstadtwappen entwickelte sich erst später im Laufe des Mittelalters. Nach Vereinigung von Altstadt und Neustadt setzte man beide Wappen nebeneinander in einen Schild. Die Altstadt führte den halben brandenburgischen Adler mit aufgerichtetem Schlüssel, die Neustadt den ganzen brandenburgischen Adler mit zwei liegenden Schlüsseln, zwei Helmen und Stern.

### Flagge
Die Farben der Hansestadt Salzwedel sind weiß-rot. Die Stadtfahne zeigt in der Längsrichtung eine obere weiße und eine untere rote Hälfte. In der Mitte befindet sich das Stadtwappen.

### Städtepartnerschaften
Salzwedel unterhält Partnerschaften mit folgenden Städten:
- Wesel (Deutschland), seit 1990
- San Vito dei Normanni (Italien), seit 1990
- Felixstowe (Vereinigtes Königreich), seit 1994

## Sehenswürdigkeiten und Kultur

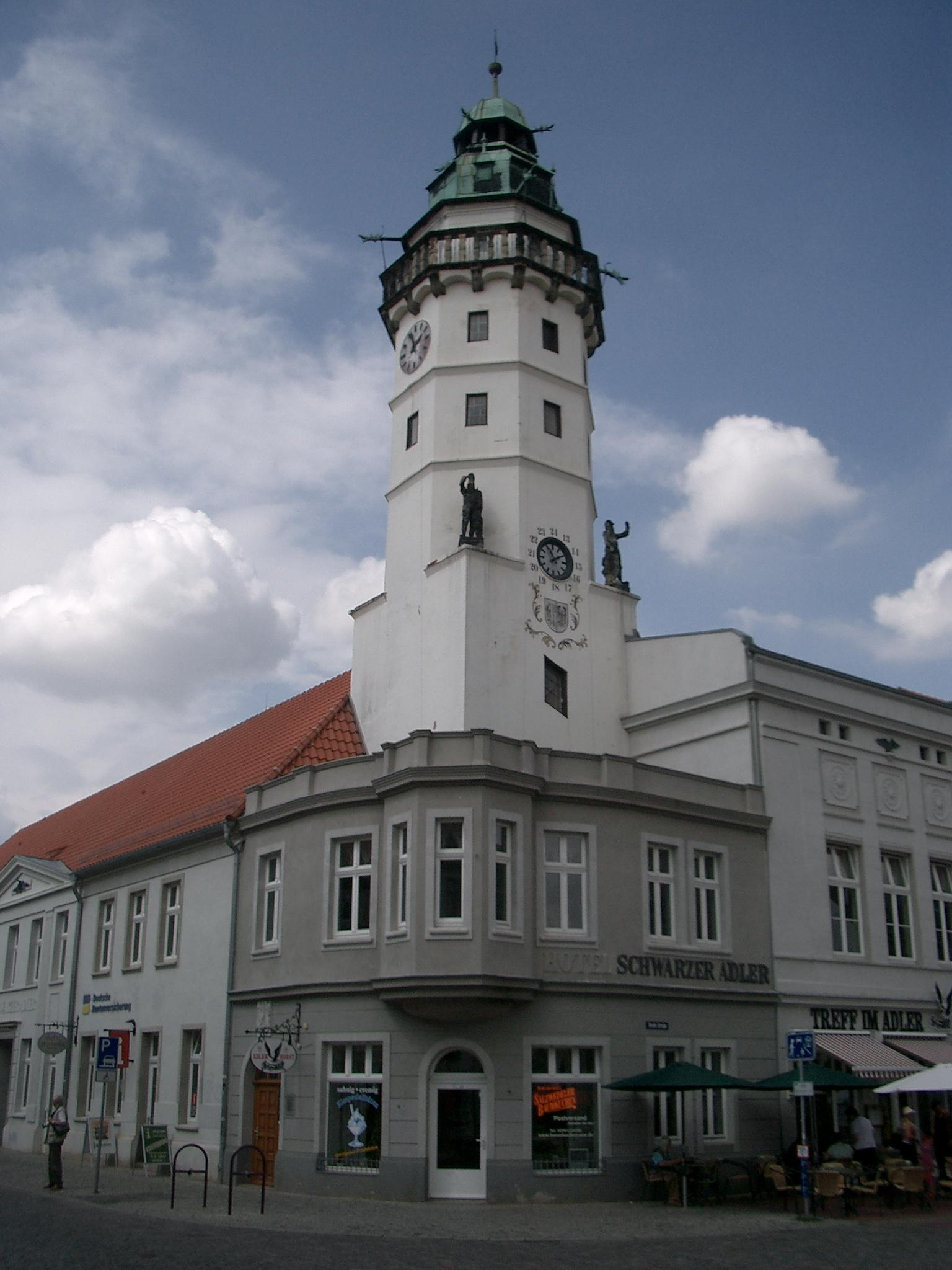
Turm des ehemaligen Rathauses der Neustadt

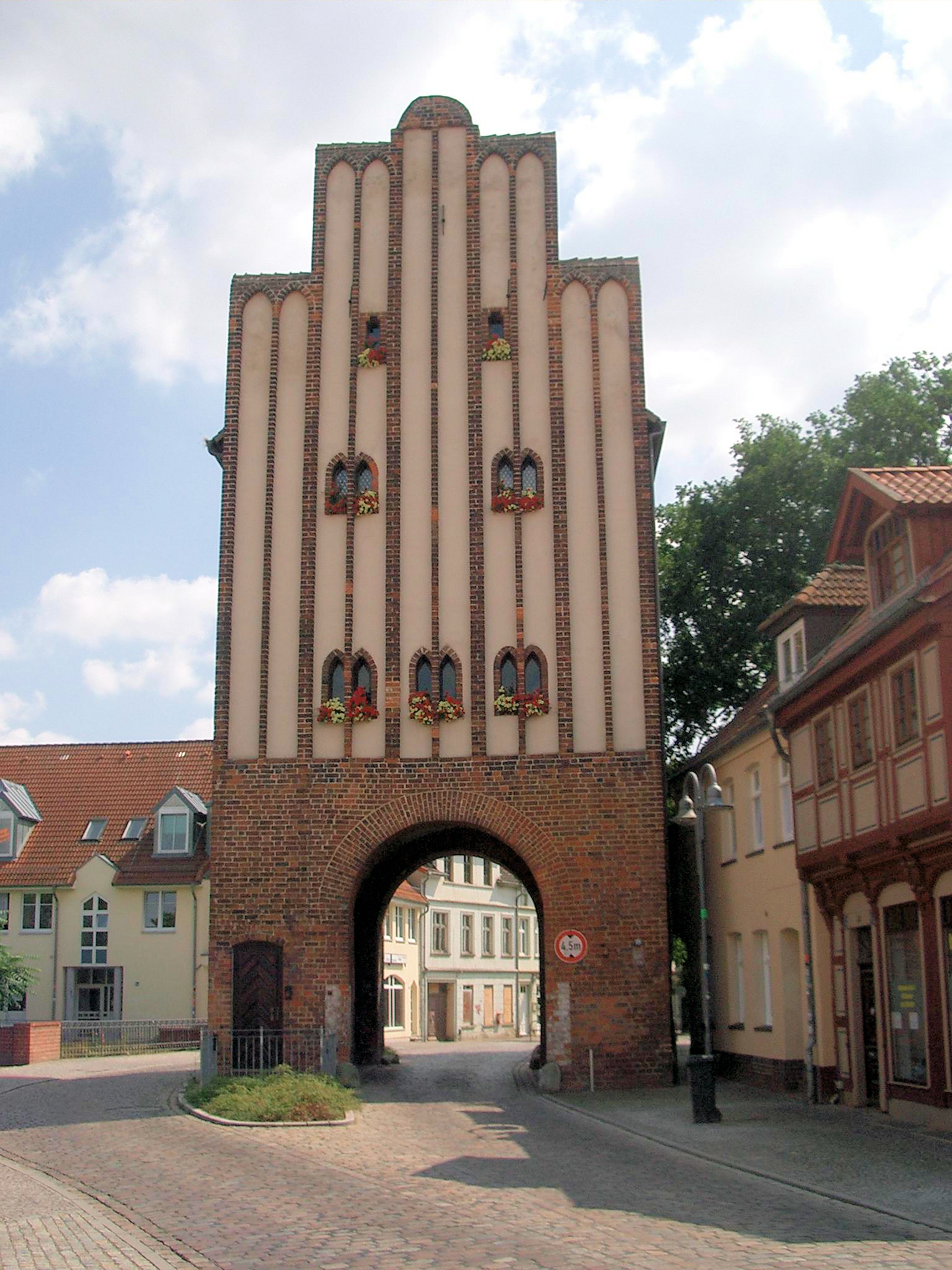
Neupervertor, Westseite

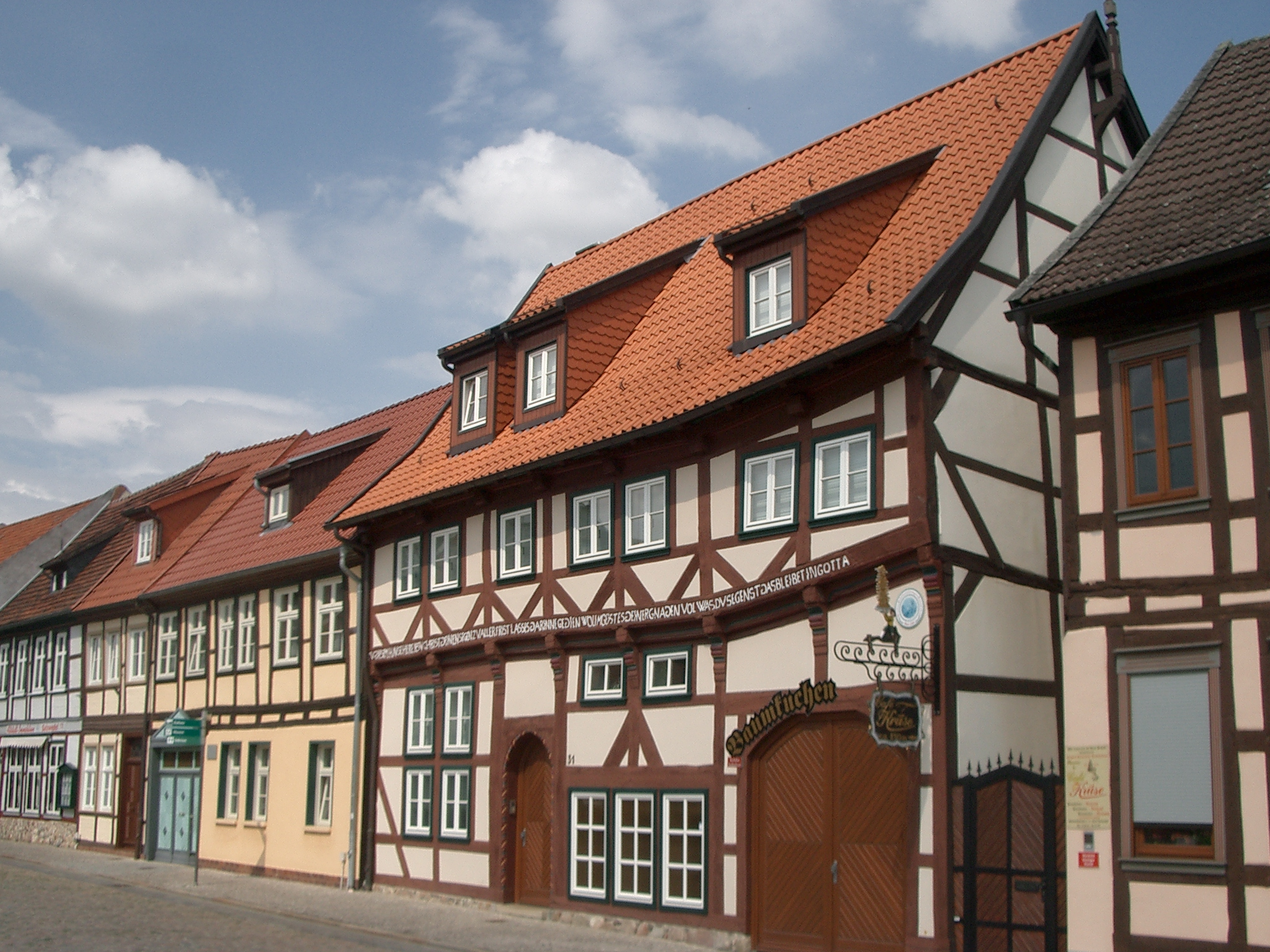
Typische Fachwerkhäuser

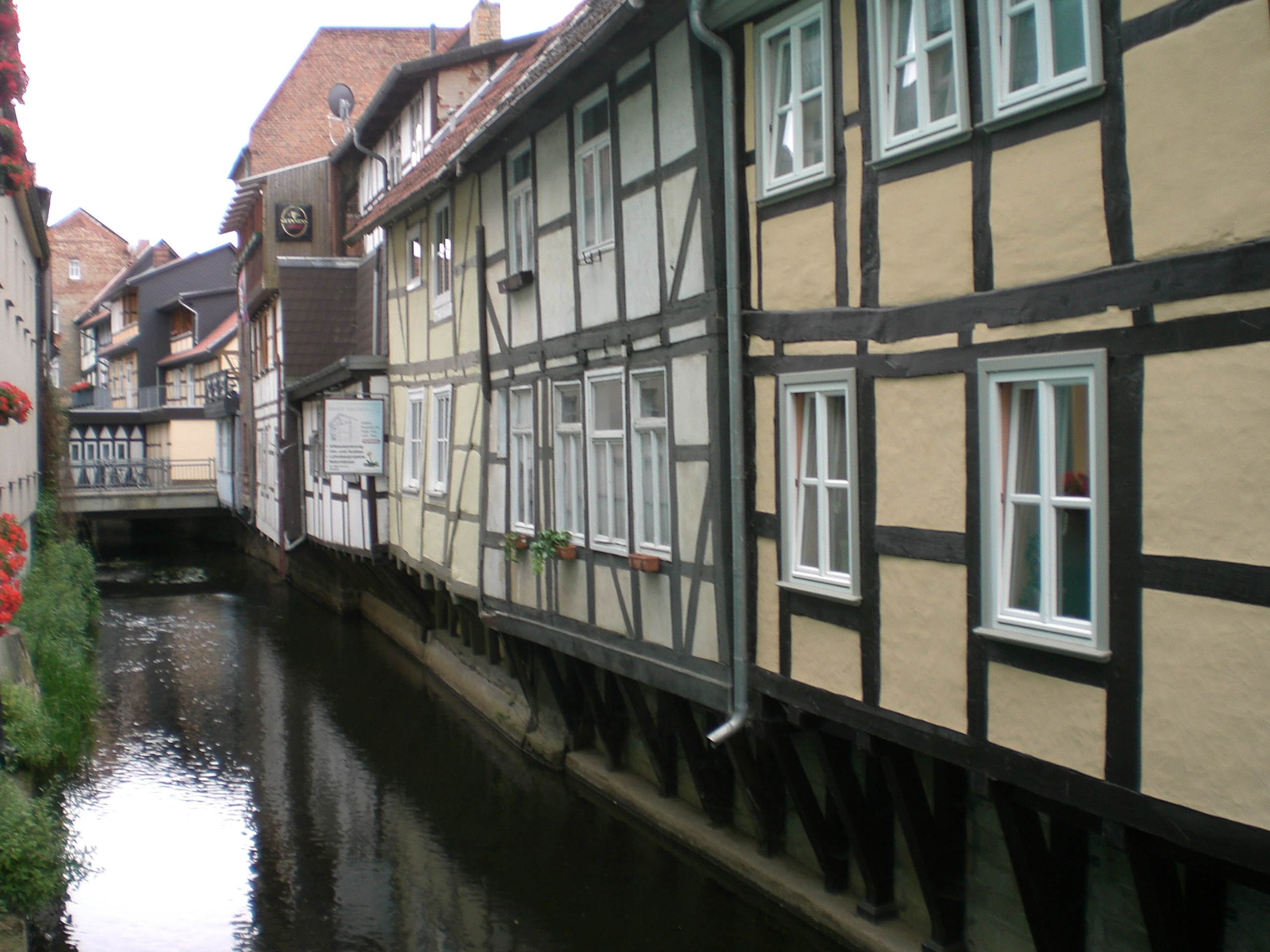
Häuser an der Jeetze

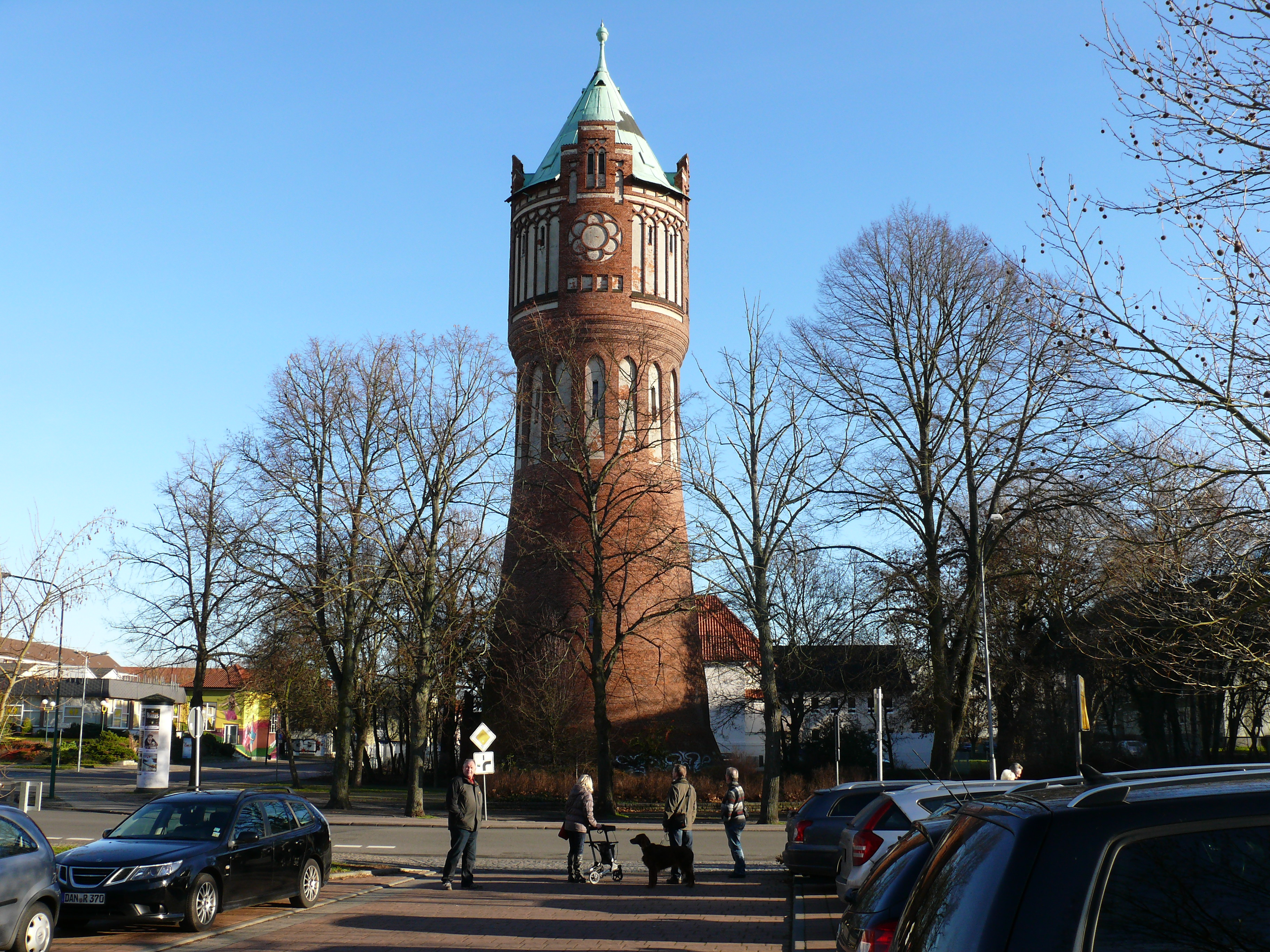
Historischer Wasserturm

### Sehenswürdigkeiten
- Altstadt mit zahlreichen Fachwerkhäusern, u. a.
  - historische Adler-Apotheke: Von außen ist nicht erkennbar, dass der Kern dieses klassizistischen Gebäudes (Anfang des 19. Jahrhunderts) aus dem 15. Jahrhundert stammt. Bis zur Gründung der Apotheke 1616 war es Gewandschneidergildehaus, Adler-Apotheke wird es seit 1701 genannt.
  - Reichestraße mit ehemaligem Handelshaus: Fachwerkhaus entlang der Jeetze, welches um 1586 errichtet und zur 750-Jahr-Feier (1933) der Stadt umfangreich restauriert wurde. Es weckt Erinnerungen an die ehemalige „Hafenstadt“ Salzwedel. In den ehemaligen Geschäftshäusern siedeln sich nach und nach wieder kleine Läden an.
  - ehemaliges königlich-preußisches Wollmagazin: Der spätbarocke Bau in der Burgstraße wurde zwischen 1792 und 1794 erbaut. Hier wurde damals Wolle an- und verkauft.
  - historisches Fachwerkensemble Bürgermeisterhof von 1543, in das Teile der innerstädtischen Stadtmauer und ein Wehrturm aus dem 14. Jahrhundert integriert sind. Der Bürgermeisterhof war Wohnsitz von mindestens vier Bürgermeistern der Salzwedeler Neustadt und befindet sich an der Burgstraße.
  - Der Hansehof liegt am Jeetze-Dumme-Zusammenfluss. Die Jeetze wurde durch die Zuleitung der Dumme im 13. Jahrhundert ab Salzwedel schiffbar und bildete damit die wesentliche Voraussetzung für die Bedeutung Salzwedels in der Hanse. Auf der Jeetze/Jeetzel wurden Handelsgüter von Salzwedel nach Hitzacker (Mündung in die Elbe) und weiter nach Hamburg transportiert. 1908 verließ der letzte Jeetzekahn die Stadt. Der spätbarocke Hansehof wurde zwischen 1792 und 1794 erbaut.
  - altes Speichergebäude mit Staffelgiebel und Aufzug (am Lohteich): Ab 1827 wurde in diesem vermutlich Anfang des 19. Jahrhunderts errichteten Haus eine Ölmühle betrieben. Die Inbetriebnahme einer Dampfmaschine erfolgte 1852. Dieser Bau war wahrscheinlich auch ein Getreidespeicher.
  - Wohn- und Sterbehaus Johann-Friedrich-Danneil: Der Gymnasialdirektor, Prähistoriker und Stadtchronist Danneil (1783–1868) lebte ab 1804 ständig in der Hansestadt Salzwedel.
  - ehemaliges preußisches Hauptzollhaus: 1823 an der Stelle der 1797 abgebrochenen Nikolaikirche erbaut. Von hier aus wurden die Zollerhebungen an der preußisch-hannover-braunschweigischen Grenze und die Steuereinziehungen auf dem Binnenmarkt bis zur Aufhebung der Zollschranken geregelt.
  - Hochständerhaus: Eines der ältesten Fachwerkhäuser der Stadt, erbaut Mitte des 15. Jahrhunderts. West-Fassade 16. Jahrhundert. Senkrechte Ständer durchlaufen die Wand von der Schwelle bis zum Rahmen, die Deckenbalken sind durch die Ständer gezargt (sichtbar an der Salzstraße).
  - ehemaliges Speichergebäude (Neuperverstraße): 1882 Erwerb des Grundstücks durch die offene Handelsgesellschaft Friedrich Ernst Gerlach und Carl Otto Krumpaar. Danach Errichtung des Speichers zur Vergrößerung der Geschäftsräume. Handel mit einem umfangreichen gemischten Angebot wie Kolonial-, Bau-, Material-, Eisen-, Tabak-, Schnitt- und Kurzwaren. Einbau eines Gasmotors zur Bewegung des Lastenaufzuges und seit 1886 gleichzeitig zum Betrieb der Kaffeerösterei. Bis 1961 Privatbesitz der Firma Gerlach, danach Versorgungskontor für Maschinenbauerzeugnisse. 1990 Reprivatisierung
  - Terrakottenhaus (Breite Straße 1): Traditionsreiches Handelshaus, erbaut 1722. Die Terrakottenreliefs sollen aus der Werkstatt des Statius von Düren in Lübeck stammen. Die gebrannten Tonplatten stellen 15 Reliefs modisch gekleideter Damen und Herren des 16. Jahrhunderts dar.
  - Laute’sches Haus: Wohn- und Geschäftshaus aus dem 19. Jahrhundert an der Radestraße und Neutorstraße, das nach dem Ersten Weltkrieg von Ernst Laute erworben wurde. Heute Kultur-Nische, ein soziokulturelles Zentrum.
  - ehemalige Neustädter Lateinschule (erbaut um 1550 unter Verwendung eines Vorgängerbaus mit Treppenturm)
  - Gebäudekomplex Propstei Salzwedel: ehemaliger Sitz des Probstes, nach der Reformation im Besitz der Familie von der Schulenburg. Die Gebäudeensemble bestehen aus dem Hauptgebäude (erbaut 1578), dem ehemaligen Marstall (erbaut 1577) und einem Wirtschaftsgebäude(erbaut im 18. Jahrhundert). Im Hauptgebäude befindet sich das Johann-Friedrich-Danneil-Museum (Stadtmuseum).
- Stadttore (Neuperver Tor von 1460–1470, Steintor um 1530, Karlsturm um 1500).[49] Nur noch bruchstückhaft vorhanden sind das Wassertor und das Lüchower Tor und mittelalterliche Stadtbefestigungen, im Süden der Altstadt nahe der Marienkirche sind der Hungerturm und das 1490 auf der Stadtmauer errichtete Speicherhaus Kluhs erhalten, das als Speicher für Abgaben (Zehntscheune) diente.[50]
  - Neuperver Tor: Haupttor der Neustadt, erbaut um 1460–1470. Es ist das älteste der beiden bestehenden Stadttore und ein ehemaliges inneres Stadttor des Neustädter Perver Tores.
  - Steintor: Erbaut um 1530 und jüngstes Stadttor der Neustadt, dann Rest eines älteren Rundturmes (Gefängnisturm). Dieses Gebäude wurde mit Hilfe von Fördermitteln des Bundes und des Landes Sachsen-Anhalt im Jahr 1992 saniert.
  - Lüchower Tor: Das ehemalige Staffelgiebeltor aus dem 14. Jahrhundert wurde 1837 abgebrochen. 1840 kam es zur Errichtung von 4 Sandsteinpfeilern mit Doppelflügeltor.
  - Wassertor: Reste des Hafentores, eines Nebentores aus dem 14./15. Jahrhundert.
  - Karlsturm: Ende des 14. Jahrhunderts erbaut, gehörte er zum Vortor des Altperver Tores. Das Haupttor (Altperver Tor) lag vom Jeetze-Umfluter (Stadtgraben) etwa 150 m entfernt. Der Sandsteinfries zeigt die Wappen des deutschen Kaisers, der 7 Kurfürstentümer und der beiden Städte Salzwedels.
  - ehemaliges Sieltor: In der Burgstraße auf Höhe des Bürgermeisterhofs befand sich ein innenstädtisches Torgebäude zum Schutz der Altstadt Salzwedels gegen den Norden. Seit 1488 wurde es nicht mehr verschlossen und 1893 abgebrochen. Der ehemalige Grundriss des Tores lässt sich noch durch ein nachträglich verlegtes Straßenpflaster nachvollziehen.
- Reste der Burg Salzwedel (Burgturm im Burggarten): Kern und Ausgangspunkt der Stadtentwicklung ist die Salzwedeler Burg, die einst zu den Residenzen der Markgrafen der Nordmark gehörte. Der alte Burgturm (heute 24 m hoch) wurde vor 1200 erbaut und gehört mit der Burgmauer und dem Rest der Armenkapelle zu den ältesten Denkmälern der Stadt. Die Ehrenhalle zum Gedenken an die Gefallenen des Ersten Weltkrieges wurde 1923 errichtet.
- Rathaus (ehemaliges Franziskanerkloster): Hierbei handelt es sich um eine Niederlassung des Franziskanerklosters auf dem letzten unbebauten Gelände der Altstadt Mitte des 13. Jahrhunderts. Von 1541 bis 1883 diente das Gebäude als Stadtschule und Gymnasium und war zugleich eine Wirkungsstätte Johann Friedrich Danneils. Erst seit 1895 wird es als Rathaus genutzt.
- Ehemaliges Rathaus der Altstadt, heutiges Amtsgericht Salzwedel: Dieses wurde 1509 auf einem Vorgängerbau (wahrscheinlich Kaufhaus der Gewandschneiderei) errichtet. An diesem Platz kreuzten sich die Fernhandelsstraßen Magdeburg-Lübeck/Hamburg über Lüneburg (Salzwedel) sowie Braunschweig-Hitzacker (Elbe). Am Ostgiebel sind die Madonna im Strahlenkranz sowie der heilige Christopherus als Schutzheiliger der Furten zu sehen.
- Rathausturm des ehemaligen Rathauses der Neustadt (begehbarer Renaissanceturm mit Aussicht über die Stadt): Der Rathausturm wurde 1585 erbaut und hat einen Kern, der aus dem 13. Jahrhundert stammt. Am Turm direkt stand ein 3-geschossiges Gebäude, das bis zu seiner Zerstörung im Dreißigjährigen Krieg (1618–1648) als Rathaus der Neustadt diente. Seit dem Verlust dieses Gebäudes wurde das gegenüberliegende Gewandschneiderhaus als Rathaus genutzt. Dieses brannte 1895 ab. Der Nachfolgebau des als Rathaus genutzten Gebäudes ist als Hotel „Schwarzer Adler“ bekannt und gilt als Geburtsstätte des Salzwedeler Baumkuchens.
- Romanische und gotische Backsteinkirchen
  - St. Marien (spätgotische Backsteinbasilika): Im Mittelalter war die Marienkirche zugleich Probstei- und Hauptpfarrkirche der Altstadt. Die Bauphasen lassen sich vom 12. bis zum 15. Jahrhundert verfolgen. Ihr fast 86 Meter hoher schiefer Turm ist eine Landmarke und prägt weithin sichtbar die Stadtsilhouette Salzwedels.
  - St. Katharinen (spätgotische Backsteinbasilika): Hauptpfarrkirche der 1247 gegründeten Neustadt Salzwedel. Der heutige Baukörper, eine dreischiffige Hallenkirche ohne Querschiff, entstand im 14. und 15. Jahrhundert.
  - Mönchskirche (seit 1986 Konzert- und Veranstaltungshalle)
  - St. Lorenz: Deutlich wird an diesem Bau aus der Mitte des 13. Jahrhunderts der Wechsel vom romanischen Baustil zur Gotik. Von 1692 bis 1859 diente die Kirche weltlichen Zwecken, unter anderem auch als Salzlager.
  - St.-Gertrauden-Kapelle (ehemals Teil eines Spitals auf der Außenseite der Stadtbefestigung)
- Kloster Dambeck (Ortsteil Amt Dambeck)
- Kirchen eingemeindeter Dörfer: St. Georg im 1908 eingemeindeten Perver, Dorfkirche Osterwohle, Dorfkirche Dambeck
  - Heilig-Geist-Kirche, Kirche eines ehemaligen Hospitals vor dem Altpervertor, ehemals gotischer Rundbau (!) von 20 m Durchmesser mit einschiffigem Chor aus Backstein, Rundbau 1792 abgebrochen, Chor erhalten[51]
- Märchenpark Salzwedel sowie Duft- und Tastgarten der Jeetzelandschaftssanierung GmbH an der Warthe
- Johann-Friedrich-Danneil-Museum (ehemalige Propstei)
- Kunsthaus Salzwedel, im denkmalgeschützten ehemaligen Lyzeum
- Jenny-Marx-Haus: Geburtshaus von Jenny Marx
- Bismarckturm, ein 1900 eingeweihter 25 m hoher Aussichtsturm auf dem Schwarzen Berg (⊙), ca. 4 km südsüdwestlich von Salzwedel[52]
- Gottesanbeterin – stilisierte Großplastik einer Gottesanbeterin aus Eisen. Das am 12. Juli 2000 eingeweihte Kunstobjekt (Titel eigentlich: Für Walter – statt Blumen) des Hilmsener Künstlers Hans Molzberger ist neben dem Chor der Mönchskirche aufgestellt und war der Beitrag Salzwedels zur Expo 2000 in Hannover. Zwischenzeitlich hat die Stadt die Skulptur erworben.
- Goethepark an der Goethestraße
- Durch Salzwedel führen die Ferienstraßen Straße der Romanik und die Deutsche Fachwerkstraße.
- Die Alte Münze war die Münzprägeanstalt der Stadt. Der spätgotische Backsteinbau entstand in der ersten Hälfte des 14. Jahrhunderts und wird im 21. Jahrhundert als Geschäftsstelle der Industrie- und Handelskammer Magdeburg genutzt.
- Wasserturm (neugotischer Turm): Dieser wurde 1903 von Albert Strauchenbruch erbaut und erstreckt sich auf eine Höhe von 43,7 Metern. Er diente zur Ablösung des hölzernen Rohrleitungssystems, das örtliche und private Brunnen versorgte. Als städtische Wasserversorgung war der Turm bis 1981 im Betrieb.
- ehemalige Freydancksche Villa: Jugendstilvilla, erbaut 1904 vom Brauereibesitzer Hermann Freydanck. Später wurde es als Wohnhaus und Praxis durch Seinen Sohn Dr. Walter Freydanck genutzt, ehe es von 1960–1989 eine Kinderkrippe beherbergte. Nach umfangreicher Restauration befindet sich im Haus seit 1996 die Stadt- und Kreisbibliothek.
- Puparschbierbrunnen am Eingang zum Burggarten: Der Schriftzug „Allen wird bekannt gemacht, das keiner in die Jeetze kackt, denn morgen wird gebraut“ weist auf die Jahrhunderte alte Brautradition in der Stadt hin.
- Kluhs: ca. 1490 als zweigeschossiges Fachwerkgebäude auf älterem Mauerwerk für die Annahme und Lagerung von Naturabgaben für die Kirche errichtet.
- Adam und Eva Tor: Holzportal aus dem Jahre 1534, Rest eines reich beschnitzten Fachwerkhauses an dieser Stelle, 1840 abgebrochenes Portal wiederverwendet.
- Ehemaliges Badehaus am östlichen Jeetzeumfluter. Das Haus ist nur über einen schmalen Zugang von der Goethestraße oder der Promenade vom Neuperver Tor aus zu erreichen. Klassischer Bau, vermutlich Ende des 18. Jahrhunderts errichtet, diente es von 1833 bis 1857 als Badeanstalt für warme und heilende Bäder des Arztes Dr. Christoph Seebode. Danach wurde das Gebäude von Tuchmachern und Tischlern genutzt.[53]

### Gedenkstätten
- Kriegsgräberstätte auf dem Friedhof St. Marien (Altstädter Friedhof): Soldatengräber aus Erstem und Zweitem Weltkrieg in geschlossener Anlage. Zentrales lateinisches Hochkreuz aus Holz, darum Findlinge und Stelen (Anlage von 1921). 109 typisierte Grabkreuze des Volksbund Deutsche Kriegsgräberfürsorge auf dem Gräberfeld, zusätzlich einige individuelle Holz- und Steinkreuze. Überwiegend handelt es sich bei den hier Bestatteten um in Lazaretten der Stadt Verstorbene; auch 27 bei dem Luftangriff am 22. Februar 1945 gefallene Soldaten ruhen hier.[54]
- Kriegsgräberstätte auf dem Neustädter Friedhof: In einer entfernten Ecke am Rande des Friedhofs steht als noch erkennbarer Rest eines rasenbedeckten Gräberfeldes für zivile Opfer des Bombenangriffs vom 22. Februar 1945 ein Gedenkstein: „Zum ehrenden Gedenken an die 300 Terroropfer des Bombenangriffs vom 22.2 1945“. Daneben findet sich noch (2020) ein kleines verbliebenes Holzkreuz mit Namen, früher hatte jeder hier Beerdigte ein solches. Ein Teil der zivilen Opfer wurde auf anderen Friedhöfen beigesetzt.[55]
- Gedenkstein auf dem Bahnhofsvorplatz zur Erinnerung an die Opfer des Bombenangriffs auf den Bahnhof Salzwedel am 22. Februar 1945. Findling (von abgetragenem Hindenburg-Denkmal) mit eingelassener Gedenktafel „300 Tote mahnen zum Frieden“,[56] benachbart eine Erläuterungstafel zu diesem Text.
- Gedenkstein am ehemaligen KZ-Außenlager Salzwedel in der Gardelegener Straße für die dorthin zur Zwangsarbeit deportierten und umgekommenen Frauenhäftlinge
- Grabstätten einschließlich eines sowjetischen Ehrenhains auf dem Perver Friedhof in der Arendseer Straße für über 500 bei Zwangsarbeit umgekommene Frauen und Männer, die während des Zweiten Weltkriegs nach Deutschland verschleppt wurden
- Gedenkanlage am Stadtrand bei der Ritzer Brücke für 244 KZ-Häftlinge, die im April 1945 bei einem Todesmarsch aus einem der KZ-Außenlager ihr Leben verloren haben
- Grabstätten auf dem Neustädter Friedhof für neun namentlich bekannte Frauenhäftlinge des Außenlagers, die Opfer von Zwangsarbeit wurden
- Grabstätte auf dem Friedhof des Ortsteiles Dambeck für zwölf ermordete KZ-Häftlinge, die im April 1945 Opfer in einem Transportzug, dem sogenannten Verlorenen Zug, aus dem KZ Bergen-Belsen wurden
- Am 26. Juni 2010 verlegte der Kölner Künstler Gunter Demnig an fünf Standorten in Salzwedel (in der Altperverstraße, in der Burgstraße und in der Neuperverstraße) insgesamt 16 Stolpersteine für 13 deportierte jüdische Einwohner Salzwedels und drei überlebende Kinder.

### Ehemalige Bauwerke
- Das Haus Schwarzer Adler neben dem Rathausturm ist ein ehemaliger Teil des Neustädter Rathauses, dessen gotisches Obergeschoss 1801 abgetragen wurde. Seit 1820 ist es nicht mehr in städtischem Besitz.
- 1792 Abriss des Schiffs der Heilig-Geist-Kirche[51]
- 1797 wurde die Nikolaikirche in der Altstadt abgerissen.

### Musik und Bands
- Die Post-Punk-Band Rosengarten kommt aus Salzwedel.
- Im Jahr 1979 als Jugendclub der Stadt gegründet, ist der Club Hanseat mittlerweile ein weit über die Grenzen Salzwedels hinaus bekannter Veranstaltungsort und soziokulturelles Zentrum.

- Der Salzwedeler Verein Aktion Musik / local heroes e. V. organisiert und koordiniert den deutschlandweiten Bandwettbewerb Local Heroes, der sich an junge Nachwuchsbands richtet. Vorrangiges Ziel des Vereins ist es, gute Auftrittsmöglichkeiten für Nachwuchsbands zu schaffen und diese in ihrer Heimatregion und darüber hinaus bekannt zu machen.[57] Er ist, wie die 1982 gegründete IG Jazz, im Club Hanseat ansässig.

### Künstler- und Stipendiatenhaus
Seit dem Jahr 1997 fördert die Stadt via Förderverein ein Künstler- und Stipendiatenhaus in den Sparten Bildende Kunst, Literatur und Musik.

### Regelmäßige Veranstaltungen
Die größte und traditionsreichste Veranstaltung ist der jährlich stattfindende Dionysiusmarkt, kurz Nysmarkt. Er findet als großes Stadtfest um den Tag der Deutschen Einheit statt. Als weitere regelmäßige Veranstaltung hat sich das Hansefest Anfang Juni etabliert. Im September findet seit 2013 das dezentrale Kunstfestival Wagen & Winnen statt, das sich über die Altmark und angrenzende Landkreise erstreckt. Ergänzt werden diese Veranstaltungen durch die Kneipennacht (im März), den Hopfenmarkt (im April), den Christopher-Street-Day (im Juni), das Weinfest (im Juni), das Stadtpicknick (im Juni), das Vereinsfest (im Juni), das politische Straßenfest in der Altperverstraße (im September) und die Lichternacht (im November).
Als großes Konzertevent findet jährlich das Bundesfinale des Bandwettbewerbs Local Heroes statt. Der Contest wird seit 1990 in Deutschland ausgetragen, und vom Verein „Aktion Musik / local heroes e. V.“ (Salzwedel) organisiert und koordiniert.
Bis 2008 war das Parkfestival als ein im Zwei-Jahres-Rhythmus stattfindendes Musikfestival mit mehreren tausend Besuchern und Beteiligung von nationalen und internationalen Bands und Musikern überregional bekannt. Aufgrund der hohen Kosten wird es nicht mehr durchgeführt. Auch das Smack-Festival, später Chemical Bash, eines der größten Hard-Rock-Festivals Sachsen-Anhalts, fand in Salzwedel statt. In einem Waldstück bei Pretzier („Zauberwald“) findet seit 2014 alljährlich im August das Indie-Electro-Musikfestival Forest Jump statt. Im Mai 2024 fand das Drecksfest, ein Punk-Festival, in dem alten Chemiewerk statt.

### Kulinarische Spezialitäten
Regionale Spezialitäten sind der Salzwedeler Baumkuchen, die Altmärkische Hochzeitssuppe, Tiegelbraten (Hammelfleisch) und das Zungenragout.

## Wirtschaft und Infrastruktur

### Wirtschaft

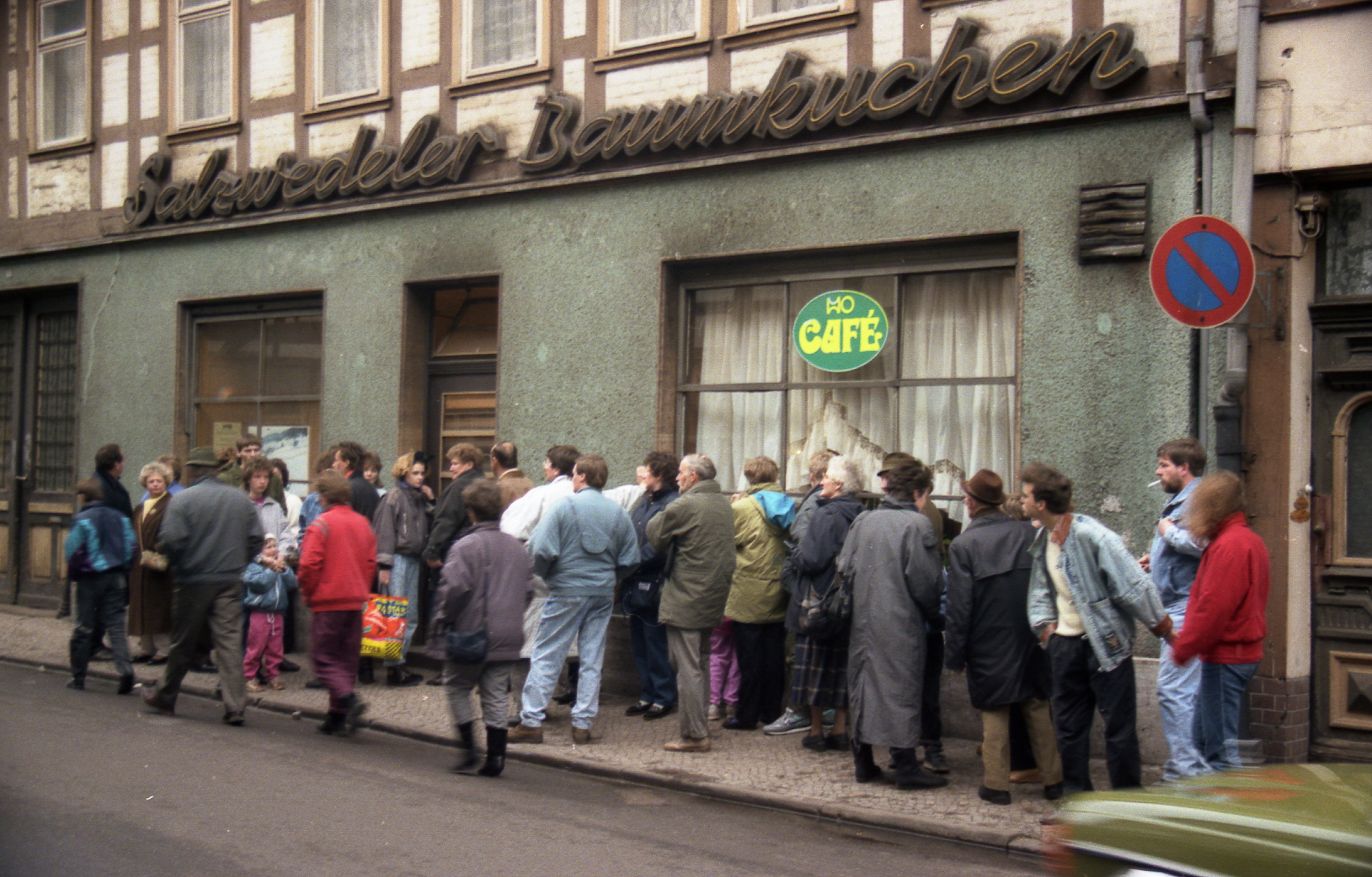
Schlangestehen nach Baumkuchen zur DDR-Zeit, Januar 1990

Der Salzwedeler Baumkuchen, der hier in mehreren Betrieben produziert wird, ist über die deutschen Grenzen hinaus bekannt. Die „Erste Salzwedeler Baumkuchen-Fabrik“ wurde 1808 gegründet und wurde 1865 Königlicher Hoflieferant. König Wilhelm I., der spätere Deutsche Kaiser, besuchte damals die Stadt. 1958 zur DDR-Zeit wurde das Unternehmen enteignet. Die Inhaberin wurde im Alter von 72 Jahren zu zwei Jahren Haft verurteilt. Man legte ihr zur Last, durch den Versand des Baumkuchens in die Bundesrepublik der DDR-Bevölkerung wertvolle Rohstoffe entzogen zu haben. 1990 erfolgte die Rückgabe des enteigneten Unternehmens.
Ab 1840 bestand in der Altperverstraße 11 ein Buchladen, der ab 1871 über drei Generationen fortbestand, und den zuletzt Helga Weyhe innehatte. Sie war schon seit 2017 die älteste unter allen Buchhändlern Deutschlands, als sie am 4. Januar 2021 starb; sie hatte das Geschäft 1964 übernommen, im Haus war sie am 11. Dezember 1922 zur Welt gekommen.

### Medien
Salzwedel ist Sitz der Altmark Zeitung, die im Umfeld des Neuen Forums in der Wendezeit als Alternative zur Volksstimme gegründet wurde, die zu DDR-Zeiten das SED-Publikationsorgan der Bezirksleitung Magdeburg war. Letztere unterhält weiterhin eine Lokalredaktion in Salzwedel. Im April 2024 eröffnete der MDR ein Regionalstudio im Kunsthaus Salzwedel. Alle drei Redaktionen befinden sich in der Neuperverstraße. Im Hansa-Haus in der Altperverstraße sitzt der Offene Kanal Salzwedel.

### Verkehr

#### Straße
Die B 71 (Magdeburg–Gardelegen–Salzwedel–Uelzen–Bremerhaven) quert Salzwedel von Nordwesten nach Südosten und die B 248 (Northeim–Wolfsburg–Salzwedel–Dannenberg) in Süd-Nord-Richtung, während die B 190 (Salzwedel–Arendsee–Seehausen) in östlicher Richtung von Salzwedel ausgeht.
Salzwedel ist der am weitesten von einer Autobahnauffahrt entfernte größere Ort Deutschlands (Stand November 2012). Es sind von dort:
- ca. 58 km zur Bundesautobahn 39 bei Weyhausen
- ca. 80 km zur Bundesautobahn 39 bei Lüneburg
- ca. 80 km zur Bundesautobahn 14 bei Karstädt
- ca. 80 km zur Bundesautobahn 14 bei Colbitz

Ein Lückenschluss der östlich von Salzwedel verlaufenden A 14 von Magdeburg über Stendal und Osterburg nach Schwerin befindet sich in Bau. Mit Eröffnung wäre die nächste Autobahn nur noch ca. 40 km entfernt (Auffahrt Seehausen). Ursprünglich (1995) war eine X-Variante in Planung, welche auch durch den ADAC befürwortet wurde und ein Autobahnkreuz Salzwedel aus verlängerter A 39 und A 14 vorsah.

#### Eisenbahn

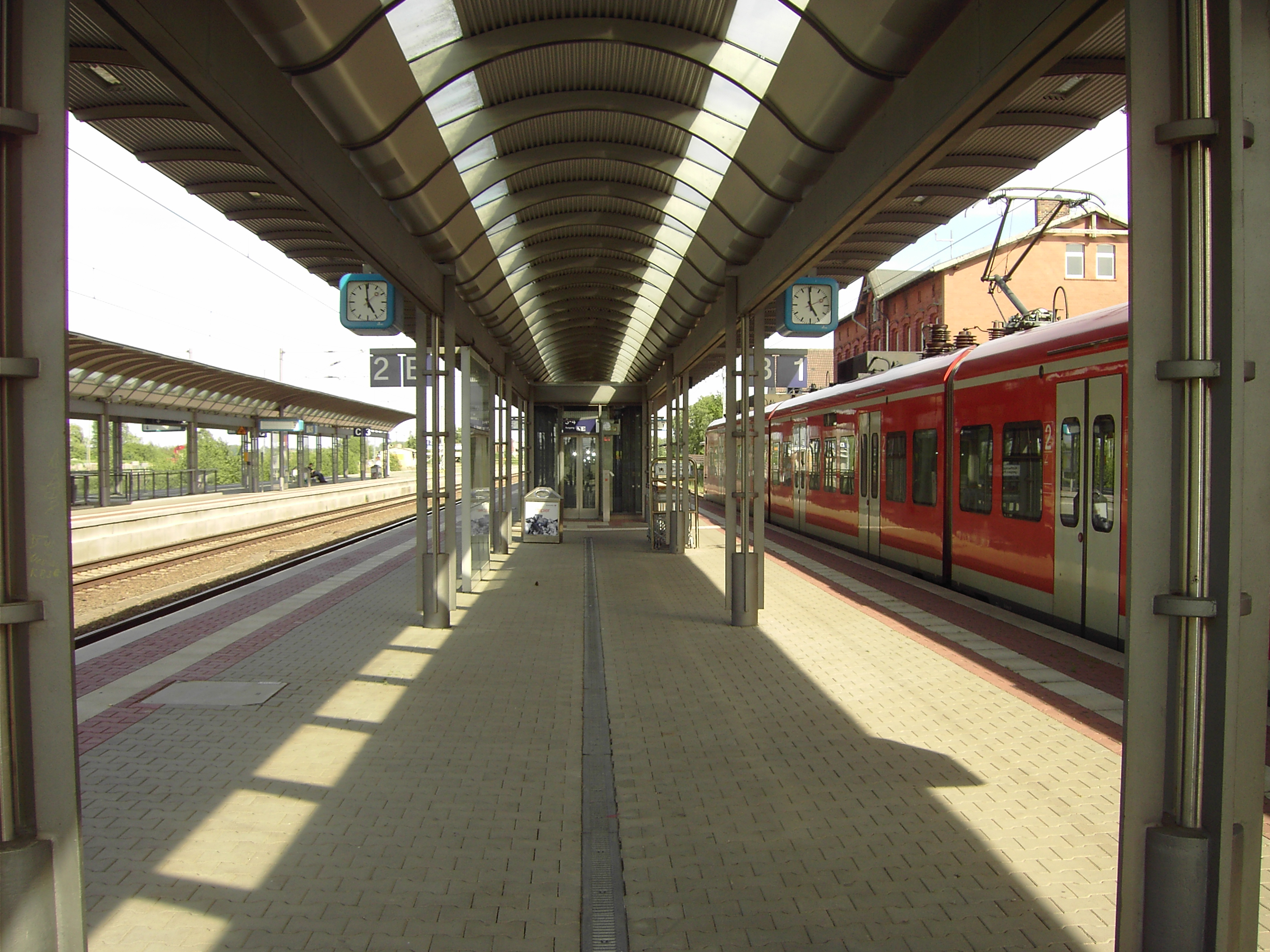
Bahnsteig in Salzwedel

Die einzige Bahnstrecke mit regelmäßigem Zugverkehr ist die Bahnstrecke Stendal–Uelzen, die ursprünglich als Teil der sogenannten Amerikalinie erbaut wurde, die Berlin mit Bremerhaven verbinden sollte. Das Teilstück zwischen Salzwedel und Uelzen wurde nach Unterbrechung durch die Deutsche Teilung 1999 mit neuen Gleisen als eingleisige elektrifizierte Hauptstrecke wieder in Betrieb genommen. Auf der Strecke Stendal–Uelzen bestehen Verbindungen mit einem Regional-Express in Richtung Uelzen oder Stendal–Magdeburg–Halle sowie durch eine Regionalbahn in Richtung Stendal, die alle Unterwegsbahnhöfe bedient. Von April 2014 bis 2021 hielt ein Interregio-Express in Salzwedel, der Berlin und Hamburg miteinander verband; eine Wochenendverbindung mittels IC auf derselben Strecke wurde im Dezember 2015 eingestellt. Das Eurocity-Zugpaar Hamburg–Breslau verschwand im Dezember 2014 aus dem Angebot.
Auf der Strecke nach Oebisfelde wurde 2002, auf der Strecke nach Wittenberge (über Arendsee (Altmark)) 2004 der Personenverkehr eingestellt.

#### Busverkehr
Der öffentliche Personennahverkehr wird unter anderem durch den PlusBus und TaktBus des Landesnetzes Sachsen-Anhalt erbracht. Folgende Verbindungen führen ab Salzwedel:
- Linie 100: Salzwedel ↔ Klötze ↔ Gardelegen ↔ Haldensleben ↔ Magdeburg
- Linie 200: Salzwedel ↔ Arendsee ↔ Seehausen (↔ Wittenberge)
- Linie 300: Salzwedel ↔ Beetzendorf ↔ Klötze ↔ Wolfsburg

Die Personenverkehrsgesellschaft Altmarkkreis Salzwedel mbH (PVGS) betreibt weitere Linien ab Salzwedel sowie den öffentlichen Rufbusverkehr in Salzwedel.

#### Flugverkehr
Etwa 11,5 km östlich des Zentrums von Salzwedel liegt direkt nördlich des Ortsteils Kein Gartz das Segelfluggelände Salzwedel.

### Trinkwasserversorgung und Abwasserentsorgung
Die Versorgung des Stadtgebietes mit Trinkwasser wird vom Verband Kommunaler Wasserversorgung und Abwasserbehandlung übernommen, ebenso die Entsorgung des anfallenden Abwassers.
Das Trinkwasser für Salzwedel wird im Wasserwerk Siedenlangenbeck  aus Grundwasser gewonnen. Täglich werden etwa 3.600 m³ Rohwasser aufbereitet. Über zwei Filterstufen erfolgt die Enteisenung und Entmanganung, eine Entsäuerung/Aufhärtung und der Rückhalt von Trübstoffen. Anschließend wird das Wasser belüftet und so Kohlensäure eliminiert.
Die Gesamthärte liegt bei 1,4 mmol/l (7,6 °dH) und fällt damit in den Härtebereich weich. Der Brutto-Verbrauchspreis beträgt 1,41 Euro je Kubikmeter.
Die Abwässer der Stadt Salzwedel fließen der zentralen Kläranlage zu . Das Klärwerk wurde 1997 in Betrieb genommen und ist auf eine Kapazität von 45.000 Einwohnerwerten ausgelegt. Jährlich werden etwa 1,9 Mio. m³ Abwasser gereinigt und in die Jeetze eingeleitet.

### Hilfsorganisationen
- Freiwillige Feuerwehr Salzwedel
- Sanitätszug Salzwedel
- Technisches Hilfswerk, Ortsverein Salzwedel

### Bildung
In Salzwedel gibt es das Friedrich-Ludwig-Jahn-Gymnasium Salzwedel, kurz Jahn-Gymnasium, sowie die Berufsbildende Schule des Altmarkkreises Salzwedel (BBS-Saw) mit den Schwerpunkten Wirtschaft und Verwaltung, Metalltechnik, Bautechnik, Holztechnik, Gesundheit und Pflege, Körperpflege, Gastronomie und Agrartechnik. Weitere weiterführende Schulen sind die Jeetzeschule (JiS), die Comenius-Ganztagsschule und die Ganztags- und Gemeinschaftsschule Lessing. Zudem gibt es vier Grundschulen und eine Sonderschule in der Kernstadt, sowie drei Grundschulen in den Ortsteilen Henningen, Pretzier und Depekolk.

### Sport
Von 1955 bis mindestens 1961 war Salzwedel Austragungsort des Jahn-Gedächtnis-Sportfests. Die Stadt war ein Austragungsort der Fußball-Weltmeisterschaft 2006 der Menschen mit Behinderung.
Es gibt mehrere Sportvereine, wie den SV Eintracht Salzwedel 09, ESV Lok Salzwedel, Hansebaskets Salzwedel, SV Brietz, BSV Salzwedel, Freizeit & Sport Siebeneichen e. V., Reitverein St. Georg Salzwedel, die Schützengilde der Stadt Salzwedel und den Schiffsmodellclub Salzwedel 1985.
Das Werner-Seelenbinder-Stadion ist die Spielstätte des ESV Lokomotive Salzwedel e. V.
Darüber hinaus waren einige Salzwedeler Sportler auf nationaler und internationaler Ebene erfolgreich, wie Doris Maletzki, Irmgard Praetz, Petra Westing und Thomas Ulbricht.

## Persönlichkeiten

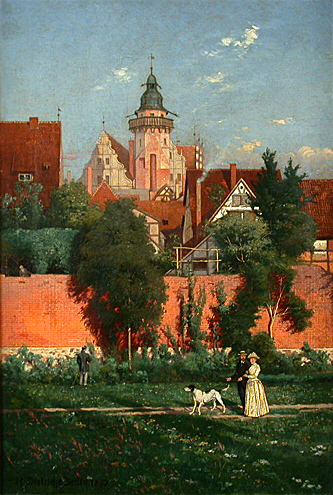
Gemälde von Hermann Dietrichs: An der Stadtmauer von Salzwedel in der Altmark

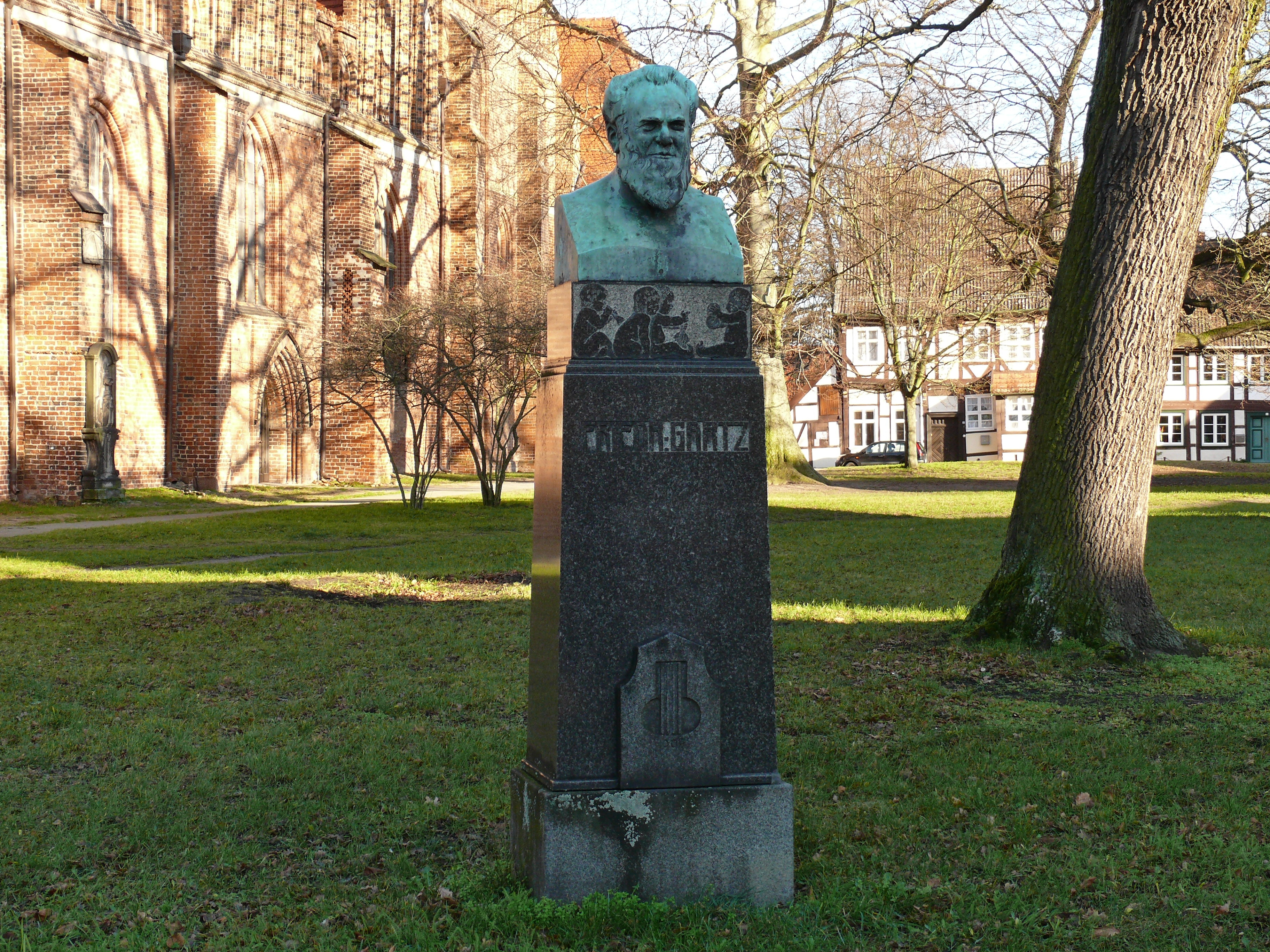
Denkmal zu Ehren von Friedrich Gartz (im Hintergrund links sind die Katharinenkirche sowie rechts die ehemalige Lateinschule erkennbar)